# Personaggi di The Blacklist
Questa voce contiene un elenco dei personaggi presenti nella serie televisiva The Blacklist e nel suo spin-off The Blacklist: Redemption.

## Personaggi principali
- Legenda:      Cast principale;      Ruolo ricorrente;      Guest star;      Non appare.

| Personaggio               | Interprete        | Apparizioni   | Apparizioni   | Apparizioni   | Apparizioni   | Apparizioni   | Apparizioni   | Apparizioni   | Apparizioni   | Apparizioni   | Apparizioni   | Apparizioni |
| Personaggio               | Interprete        | The Blacklist | The Blacklist | The Blacklist | The Blacklist | The Blacklist | The Blacklist | The Blacklist | The Blacklist | The Blacklist | The Blacklist | Redemption  |
| Personaggio               | Interprete        | Stagione 1    | Stagione 2    | Stagione 3    | Stagione 4    | Stagione 5    | Stagione 6    | Stagione 7    | Stagione 8    | Stagione 9    | Stagione 10   | Stagione 1  |
| ------------------------- | ----------------- | ------------- | ------------- | ------------- | ------------- | ------------- | ------------- | ------------- | ------------- | ------------- | ------------- | ----------- |
| Raymond Reddington        | James Spader      |               |               |               |               |               |               |               |               |               |               |             |
| Elizabeth Keen            | Megan Boone       |               |               |               |               |               |               |               |               |               |               |             |
| Donald Ressler            | Diego Klattenhoff |               |               |               |               |               |               |               |               |               |               |             |
| Tom Keen                  | Ryan Eggold       |               |               |               |               |               |               |               |               |               |               |             |
| Meera Malik               | Parminder Nagra   |               |               |               |               |               |               |               |               |               |               |             |
| Meera Malik               | Nikita Tewani     |               |               |               |               |               |               |               |               |               |               |             |
| Harold Cooper             | Harry Lennix      |               |               |               |               |               |               |               |               |               |               |             |
| Aram Mojtabai             | Amir Arison       |               |               |               |               |               |               |               |               |               |               |             |
| Samar Navabi              | Mozhan Marnò      |               |               |               |               |               |               |               |               |               |               |             |
| Dembe Zuma                | Hisham Tawfiq     |               |               |               |               |               |               |               |               |               |               |             |
| Alina Park                | Laura Sohn        |               |               |               |               |               |               |               |               |               |               |             |
| Siya Malik                | Anya Banerjee     |               |               |               |               |               |               |               |               |               |               |             |
| The Blacklist: Redemption |                   |               |               |               |               |               |               |               |               |               |               |             |
| Scottie Hargrave          | Famke Janssen     |               |               |               |               |               |               |               |               |               |               |             |
| Nez Rowan                 | Tawny Cypress     |               |               |               |               |               |               |               |               |               |               |             |
| Matias Solomon            | Edi Gathegi       |               |               |               |               |               |               |               |               |               |               |             |
| Dumont                    | Adrian Martinez   |               |               |               |               |               |               |               |               |               |               |             |

### Raymond Reddington
Raymond "Red" Reddington (stagioni 1-10), interpretato da James Spader, doppiato da Angelo Maggi.

Un noto criminale che, dopo vent'anni di latitanza, si consegna all'FBI in qualità d'informatore. È stato soprannominato il "concierge del crimine", per la sua capacità di orchestrare trame complesse ma quasi sempre infallibili; è un uomo raffinato ed elegante, pieno di aneddoti e storie, ma è capace di grande spietatezza nei confronti dei suoi nemici; tuttavia ha un suo preciso codice morale e non abbandona mai amici e alleati. Il suo legame con Elizabeth Keen è misterioso; durante la serie vengono lasciate piccole tracce; conosceva certamente la madre naturale e pare abbia tratto in salvo la piccola Lizzie durante un incendio che ne distrusse la casa; è estremamente protettivo nei suoi confronti a costo di invadere la privacy di lei e il loro rapporto a tratti muta in una relazione padre-figlia. Conosceva il padre adottivo di Lizzie. Prima di dedicarsi al crimine, era un ufficiale dell'intelligence nella US Navy in lista per una promozione. Ha contatti e informatori in tutto il mondo e i suoi interessi spaziano tra armi, petrolio, trasporti, commercio, ricatto, estorsione e vendita d'informazioni.

### Elizabeth Keen
Elizabeth "Liz" Keen / Masha Rostova (stagioni 1-8, guest Redemption), interpretata da Megan Boone, doppiata da Gemma Donati.

L'agente con il quale Reddington richiede di collaborare in forma esclusiva. È sposata con Tom, un insegnante, ma scoprirà che Tom è solo una delle tante bugie sulla sua vita; per aver ucciso un importante funzionario federale, è costretta alla fuga e viene aiutata da Reddington; a un certo punto si riconcilia con Tom e lo risposa, poco prima della nascita della loro figlia Agnes. Viene uccisa da un sottoposto di Townsend, prima di poter conoscere la vera identità di Reddington.

### Donald Ressler
Donald Ressler (stagioni 1-10), interpretato da Diego Klattenhoff, doppiato da Stefano Crescentini.

L'agente federale a capo dell'indagine su Reddington.

### Tom Keen
Thomas "Tom" Keen / Jacob Phelps / Christopher Hargrave (stagioni 1-5, Redemption), interpretato da Ryan Eggold, doppiato da David Chevalier.

Il marito di Elizabeth, in realtà una spia nemica che lavora per i nemici di Red. Viene ucciso da Ian Garvey.

### Meera Malik
Meera Malik (stagione 1, guest 10), interpretata da Parminder Nagra e da Nikita Tewani (stagione 10), doppiata da Rossella Acerbo.

Un'agente sul campo della CIA, chiamata ad assistere Elizabeth sul lavoro. Viene uccisa da un uomo di Berlino.

### Harold Cooper
Harold Cooper (stagioni 1-10, guest Redemption), interpretato da Harry Lennix, doppiato da Roberto Draghetti (stagioni 1-7) e da Saverio Indrio (stagioni 8-10).

Il vice direttore della sezione antiterrorismo del Bureau.

### Aram Mojtabai
Aram Mojtabai (stagioni 2-9, ricorrente 1, guest 10), interpretato da Amir Arison, doppiato da Fabrizio Picconi.

L'esperto informatico della task force messa in piedi dall'FBI per Reddington.

### Samar Navabi
Samar Navabi (stagioni 2-6, guest 9), interpretata da Mozhan Marnò, doppiata da Alessandra Cassioli.

Una spia israeliana del Mossad; dopo aver incrociato la strada di Red e Lizzie, viene inserita nella task force.

### Dembe Zuma
Dembe Zuma (stagioni 3-10, ricorrente 1-2), interpretato da Hisham Tawfiq, doppiato da Raffaele Proietti.

La guardia del corpo di Reddington, nonché suo figlio adottivo. Ha una figlia e una nipotina. A partire dalla nona stagione è un agente dell'FBI, dopo aver abbandonato Red.

### Alina Park
Alina Park (stagioni 8-9, ricorrente 7), interpretata da Laura Sohn, doppiata da Sara Ferranti.

Una nuova agente che entra nella task force.

### Siya Malik
Siya Malik (stagione 10), interpretata da Anya Banerjee, doppiata da Lavinia Paladino.

Un'agente dell'MI6 che collabora con la task force, figlia di Meera Malik.

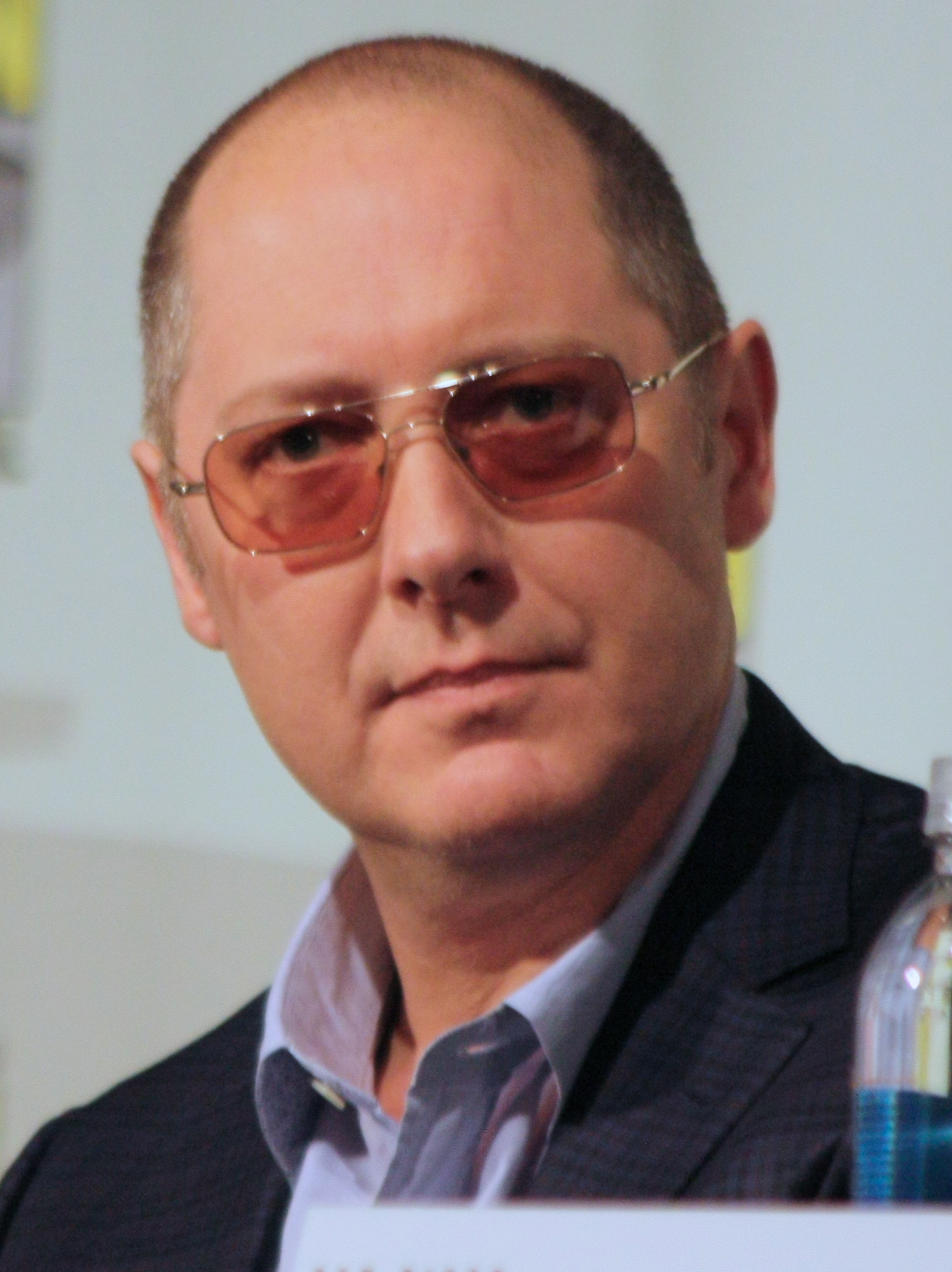
James Spader interpreta Raymond Reddington
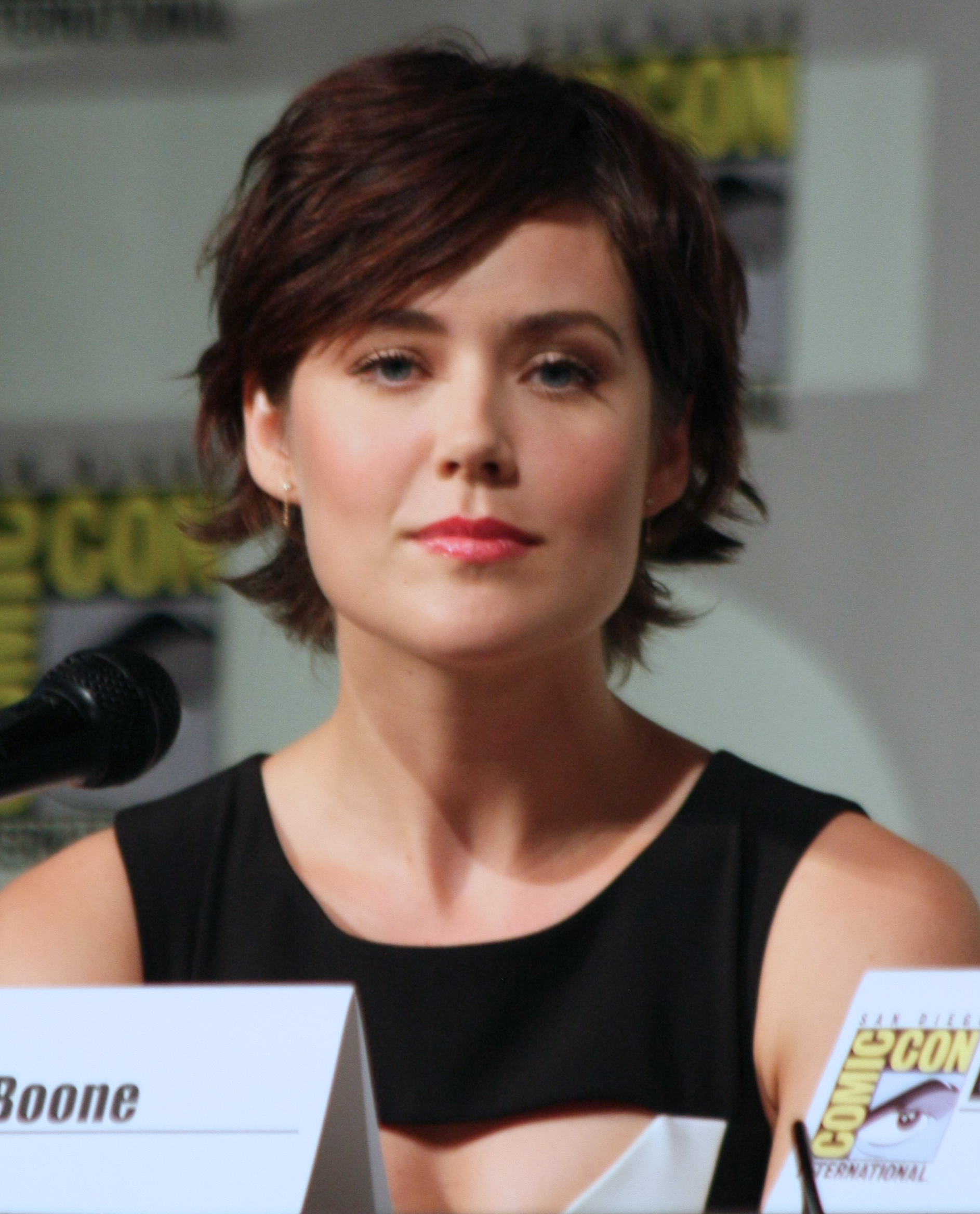
Megan Boone interpreta Elizabeth Keen
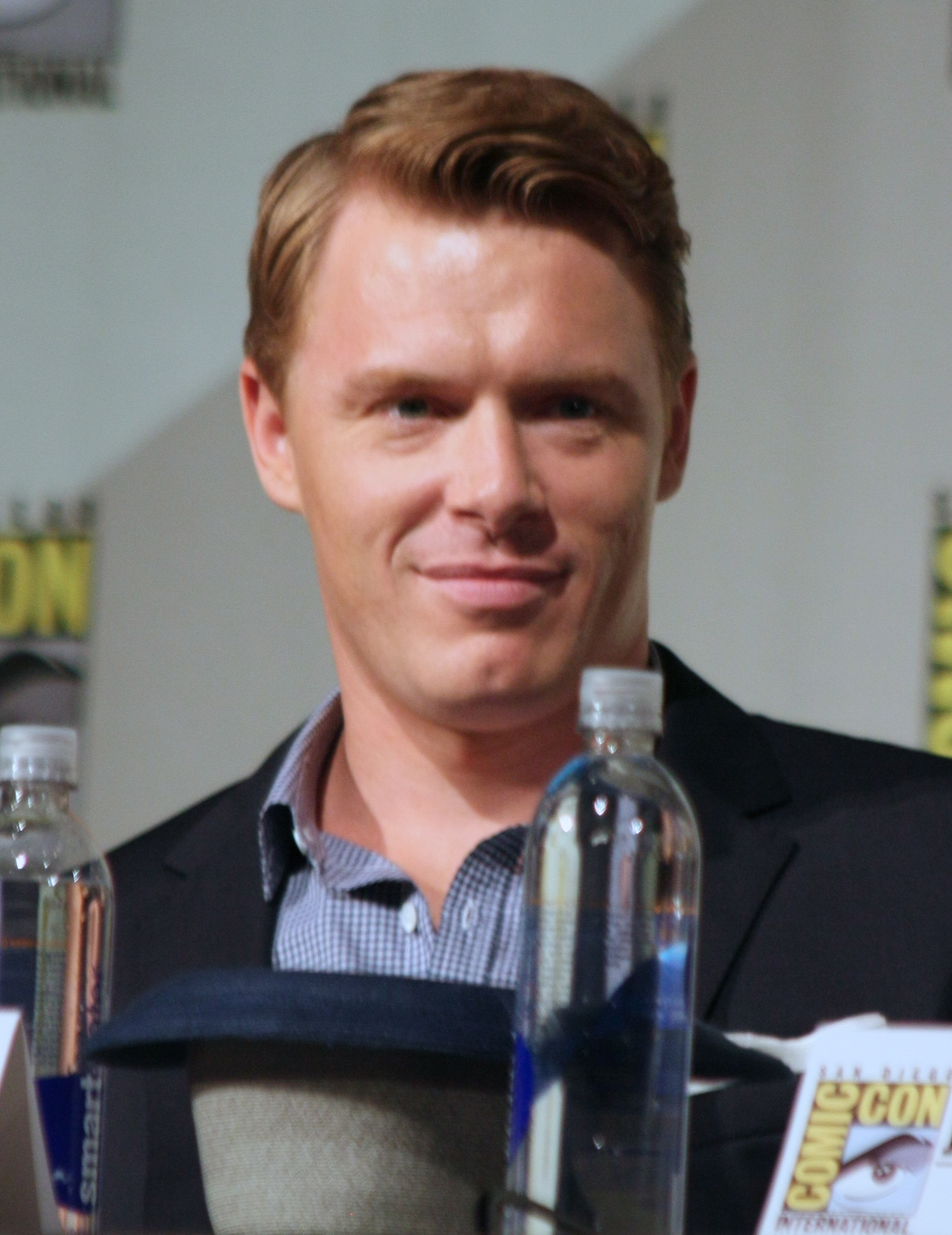
Diego Klattenhoff interpreta Donald Ressler
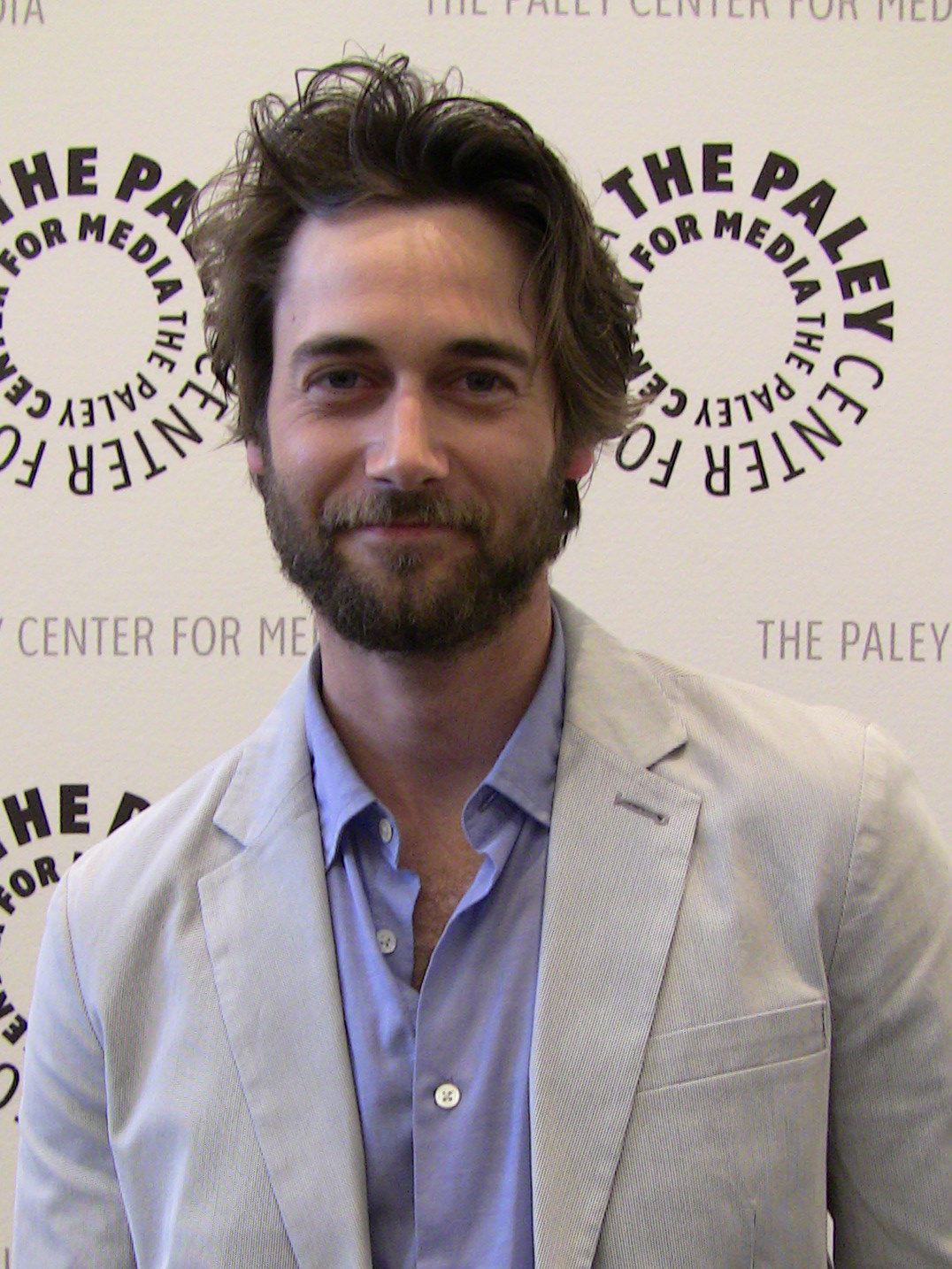
Ryan Eggold interpreta Tom Keen
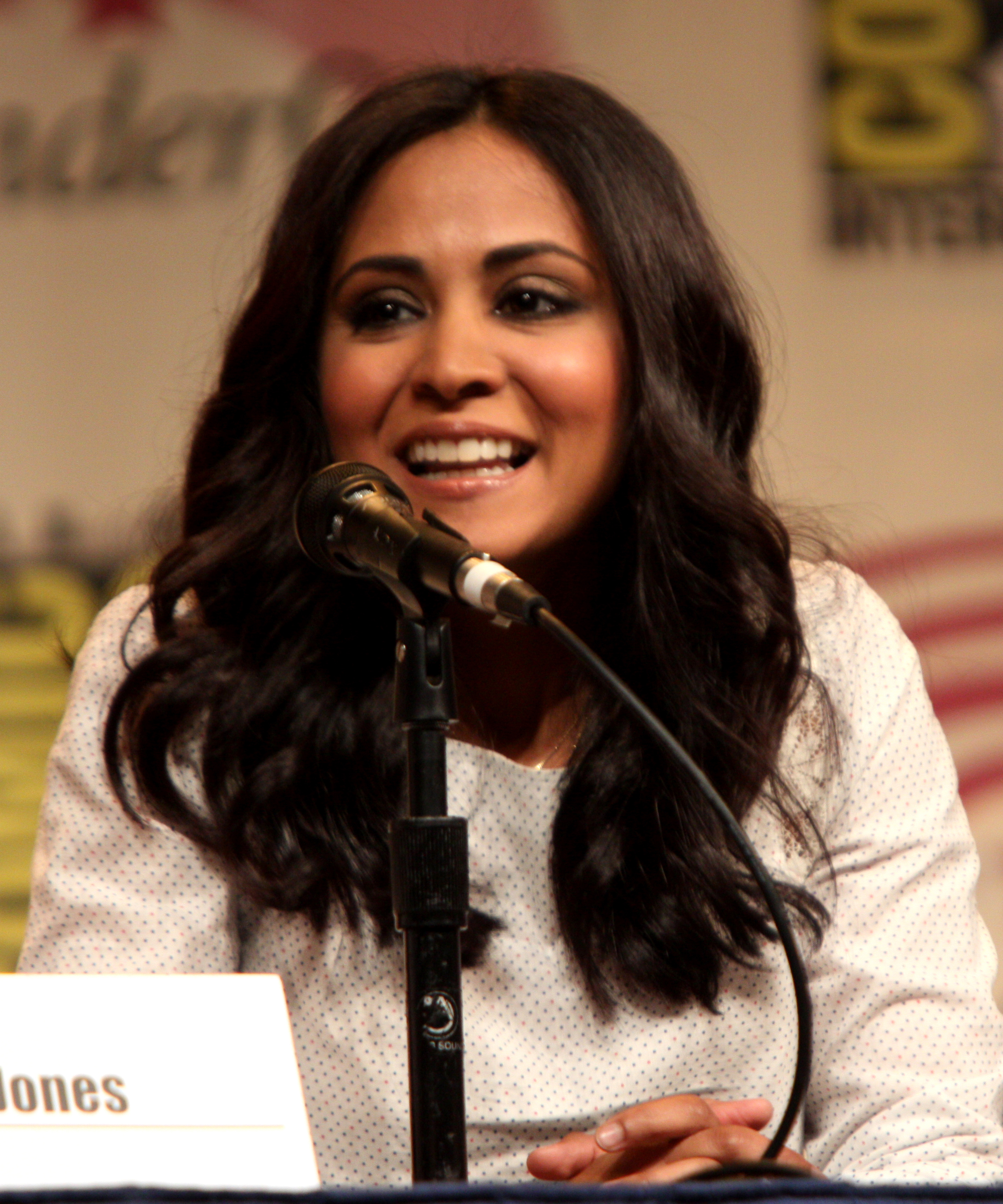
Parminder Nagra interpreta Meera Malik
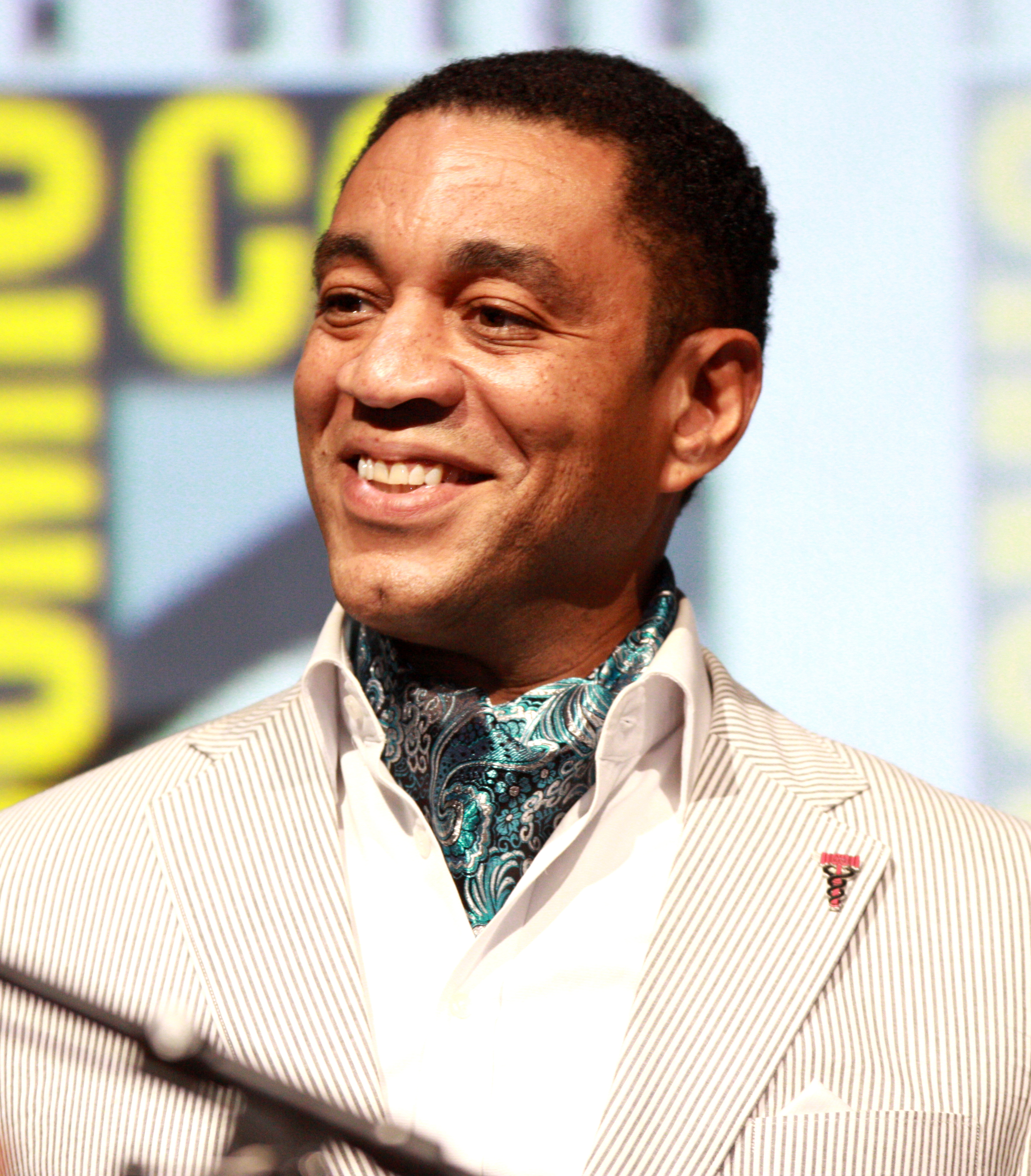
Harry Lennix interpreta Harold Cooper
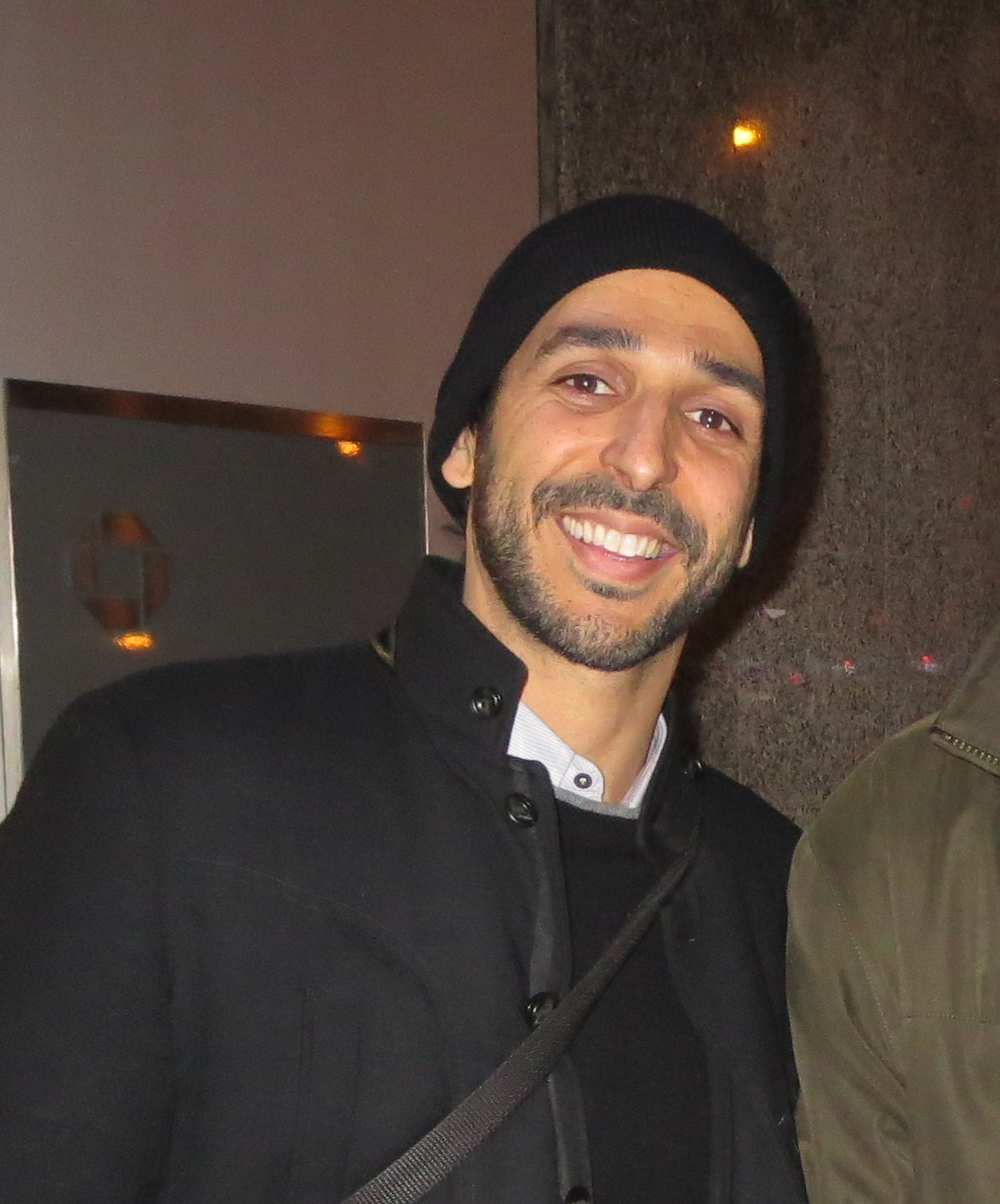
Amir Arison interpreta Aram Mojtabai
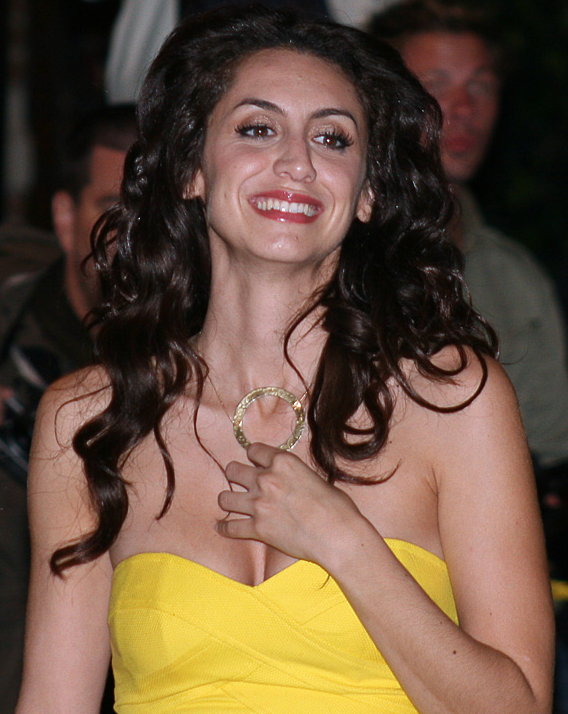
Mozhan Marnò interpreta Samar Navabi

### The Blacklist: Redemption

#### Scottie Hargrave
Susan Scott "Scottie" Hargrave (The Blacklist: Redemption, ricorrente 3, guest 4-5), interpretata da Famke Janssen, doppiata da Irene Di Valmo.

La madre di Tom, a capo della Halcyon Aegis.

#### Nez Rowan
Nez Rowan (The Blacklist: Redemption, ricorrente 3), interpretata da Tawny Cypress, doppiata da Laura Lenghi.

Un'abile mercenaria della Halcyon Aegis.

#### Matias Solomon
Matias Solomon (The Blacklist: Redemption, ricorrente 3), interpretato da Edi Gathegi, doppiato da Fabrizio Vidale.

Un mercenario della Halcyon Aegis, anche membro della Congrega.

#### Dumont
Dumont (The Blacklist: Redemption, guest 3), interpretato da Adrian Martinez, doppiato da Roberto Gammino.

Un hacker che lavora per la Halcyon Aegis.

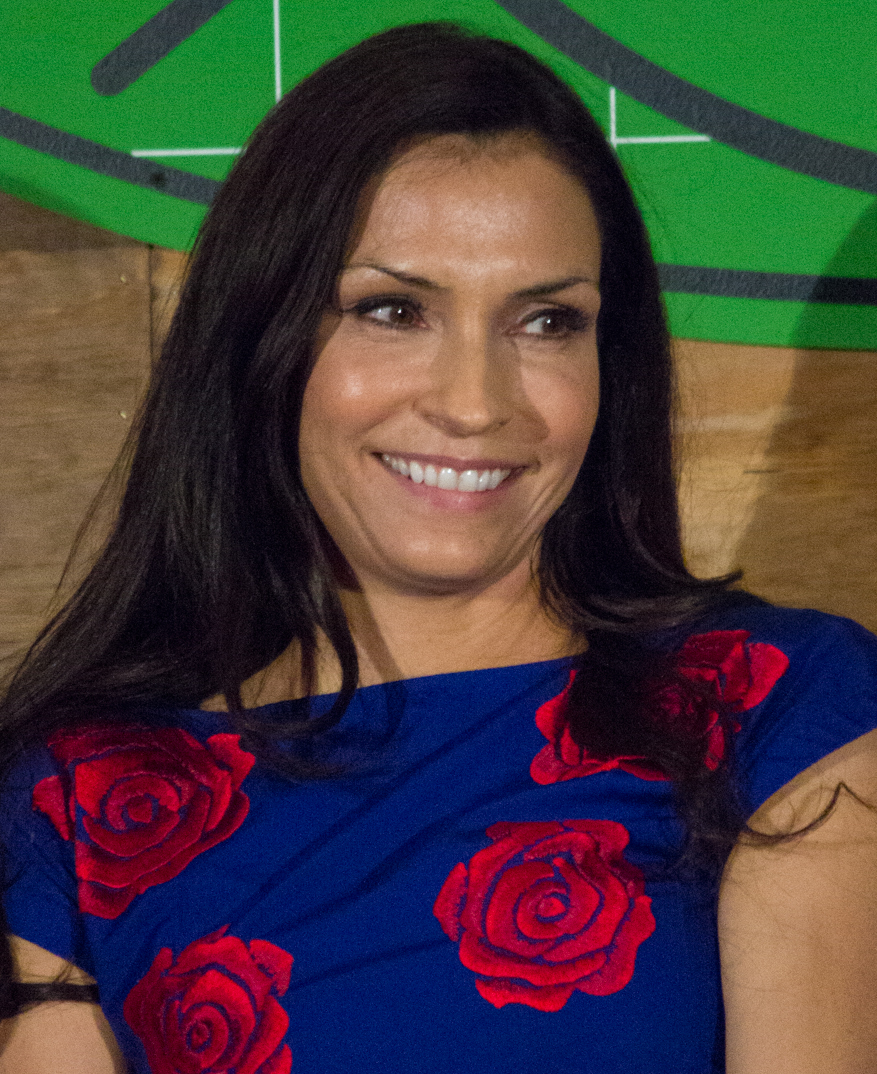
Famke Janssen interpreta Scottie Hargrave
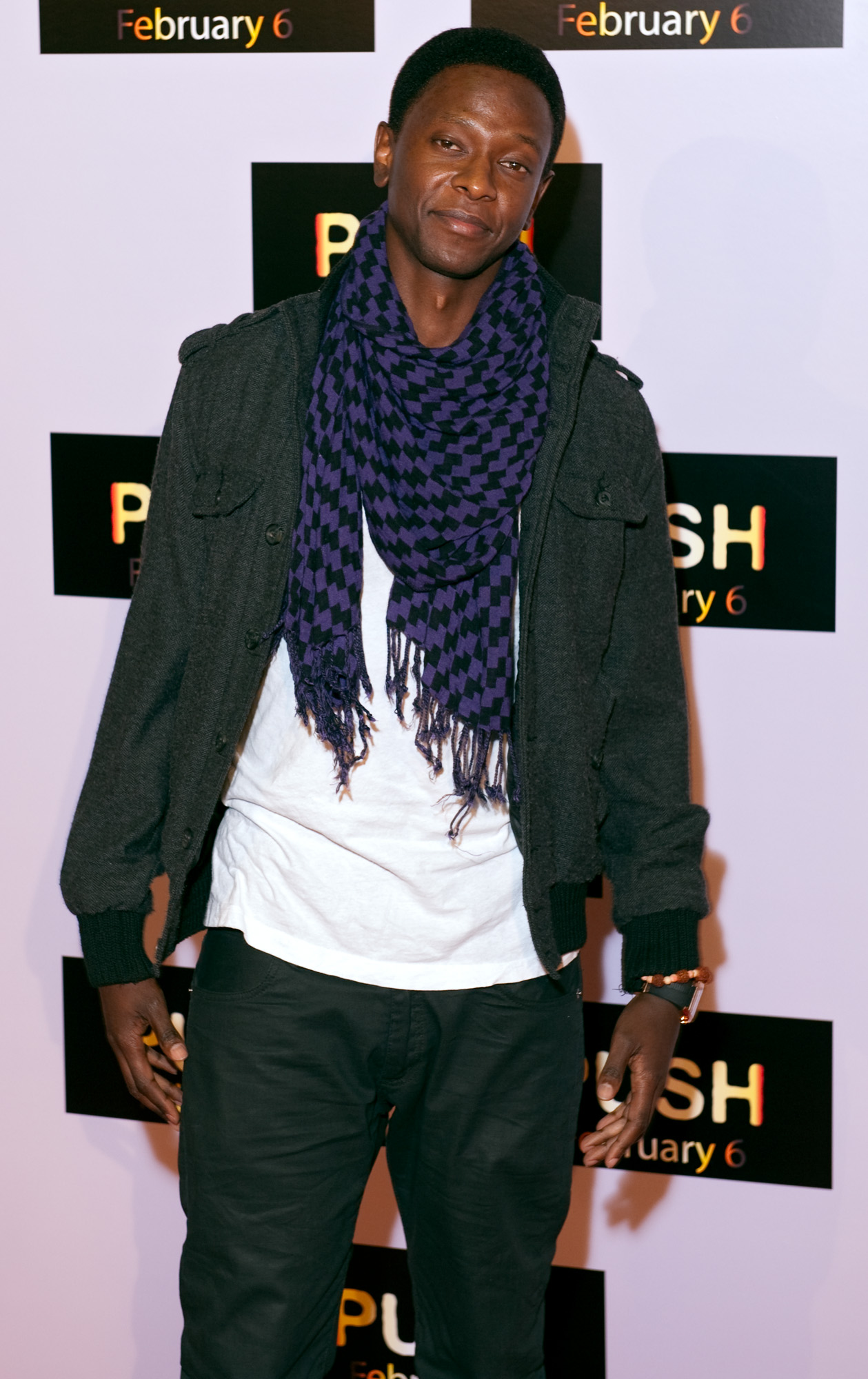
Edi Gathegi interpreta Matias Solomon
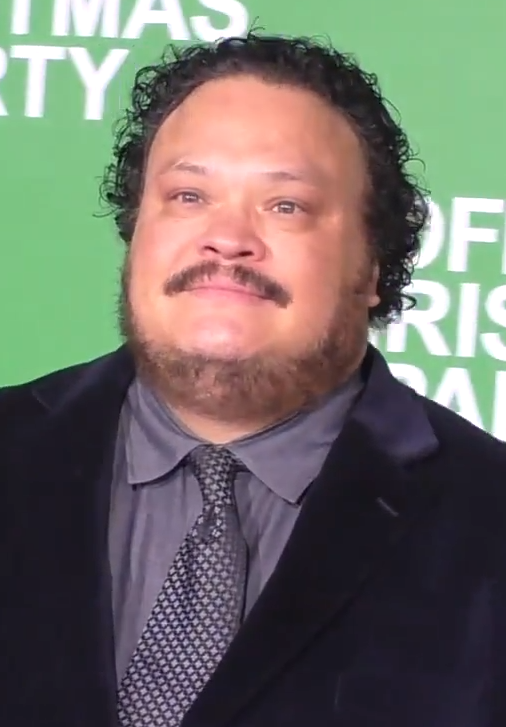
Adrian Martinez interpreta Dumont

## Personaggi ricorrenti

### Introdotti nella prima stagione
- Mr. "Kate" Kaplan / Kathryn "Kathya" Nemec (nº 4), interpretata da Susan Blommaert e da Joanna P. Adler (da giovane), doppiata da Aurora Cancian.
La "pulitrice" di Reddington, nonché babysitter di Masha / Liz da piccola.
- Diane Fowler, interpretata da Jane Alexander.
Capo della Divisione Criminale del Dipartimento di Giustizia.
- L'uomo con la mela, interpretato da Graeme Malcolm.
Misterioso uomo che spia i Keen.
- Alan Fitch, interpretato da Alan Alda, doppiato da Sandro Iovino.
Vice-direttore dell'Intelligence.
- Gina Zanetakos (nº 152), interpretata da Margarita Levieva, doppiata da Barbara De Bortoli.
- Walter Gary Martin, interpretato da Jason Butler Harner.
- Thomas "Tom" Connolly, interpretato da Reed Birney, doppiato da Oliviero Dinelli.
Amico di Cooper e membro dell'ufficio del Procuratore generale. Viene ucciso da Liz[2].
- Anslo Garrick (nº 16), interpretato da Ritchie Coster, doppiato da Simone Mori.
- Madeline Pratt (nº 73), interpretata da Jennifer Ehle.
- Milos Kirchoff "Berlino" (nº 8), interpretato da Peter Stormare, doppiato da Stefano Thermes.
Spia del KGB.
- Newton "Grey" Phillips, interpretato da Charles Baker, doppiato da Roberto Gammino.
Guardia del corpo di Reddington.
- Luli Zheng, interpretata da Deborah S. Craig.
Guardia del corpo di Reddington e sua contabile.
- Lucy Brooks / Jolene Parker, interpretata da Rachel Brosnahan, doppiata da Benedetta Ponticelli.
Ragazza con una particolare connessione con i Keen.
- Baz, interpretato da Bazzel Baz.
Uno scagnozzo di Reddington incaricato della protezione di Liz.
- Sam Scott, interpretato da William Sadler, doppiato da Michele Gammino.
- Max Ruddiger, interpretato da Dikran Tulaine.
- Audrey Bidwell, interpretata da Emily Tremaine.
Fidanzata di Ressler.
- Cowboy, interpretato da Lance Reddick, doppiato da Stefano Mondini.
Cacciatore di taglie assunto da Red per trovare Jolene.
- Niko Demakis, interpretato da Joseph Siravo, doppiato da Ambrogio Colombo.
- Dr. Nina, interpretata da Geraldine Hughes.
- Brimley, interpretato da Teddy Coluca, doppiato da Emidio Lavella.
Conoscente di Red.

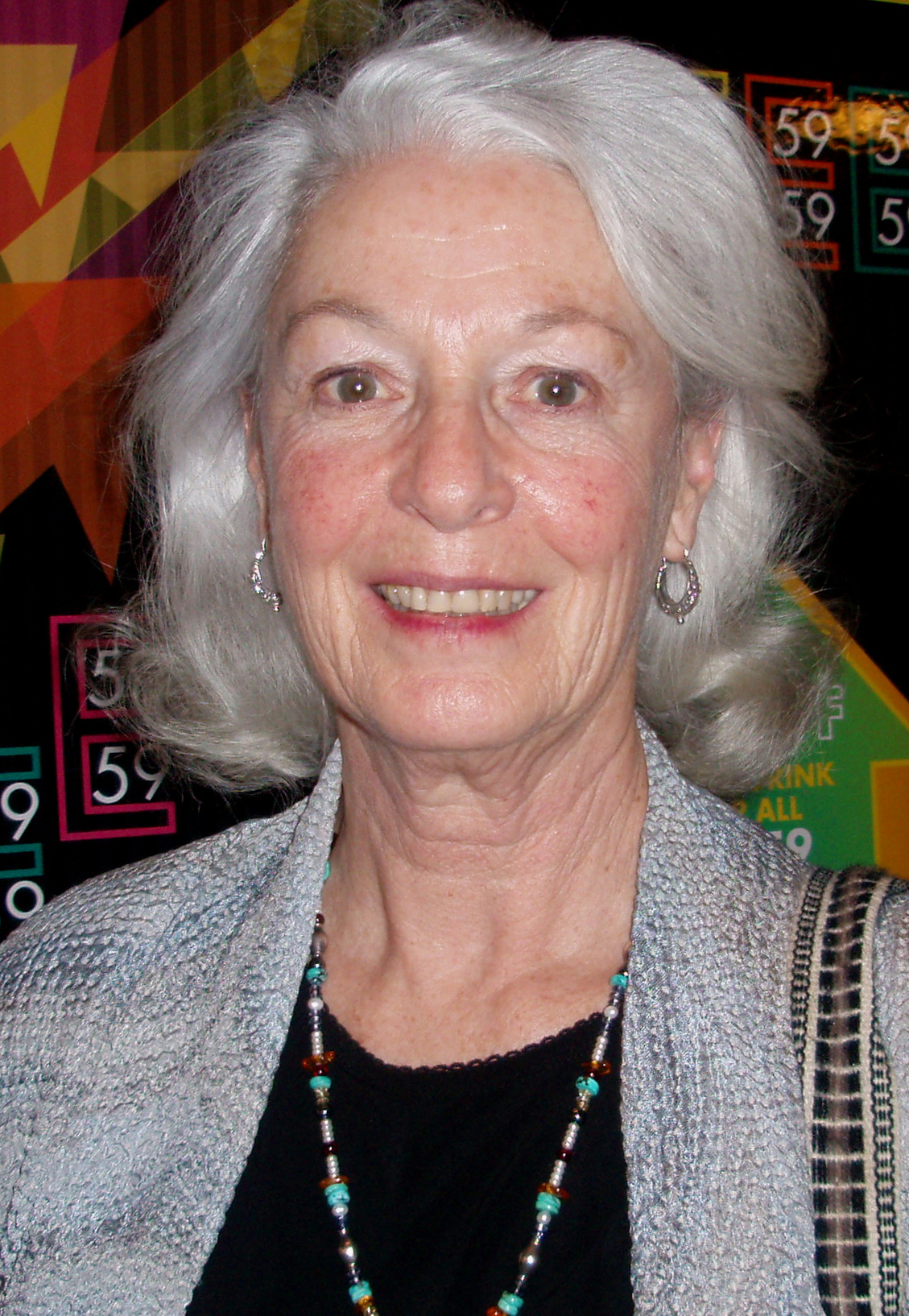
Jane Alexander interpreta Diane Fowler
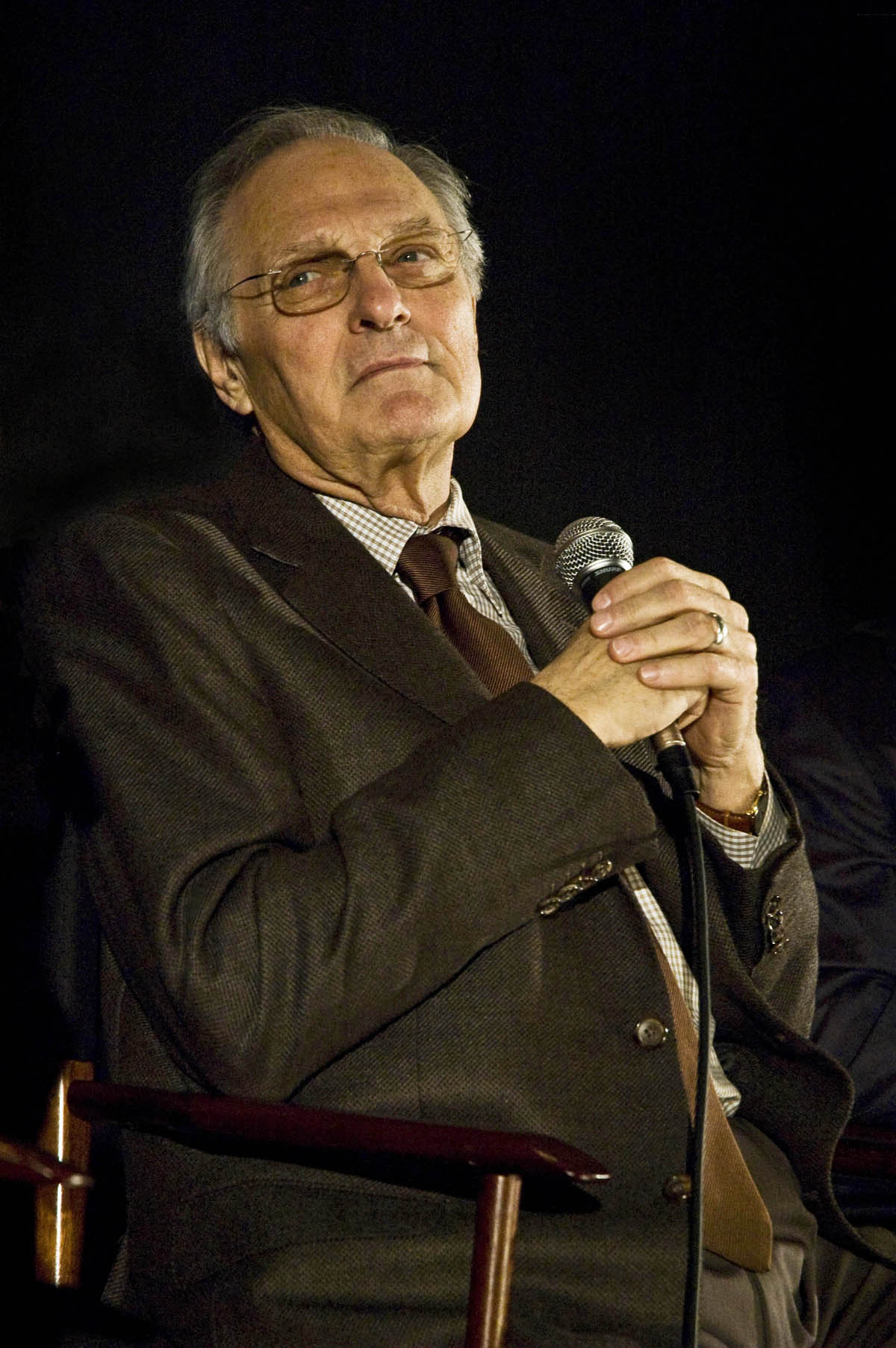
Alan Alda interpreta Alan Fitch
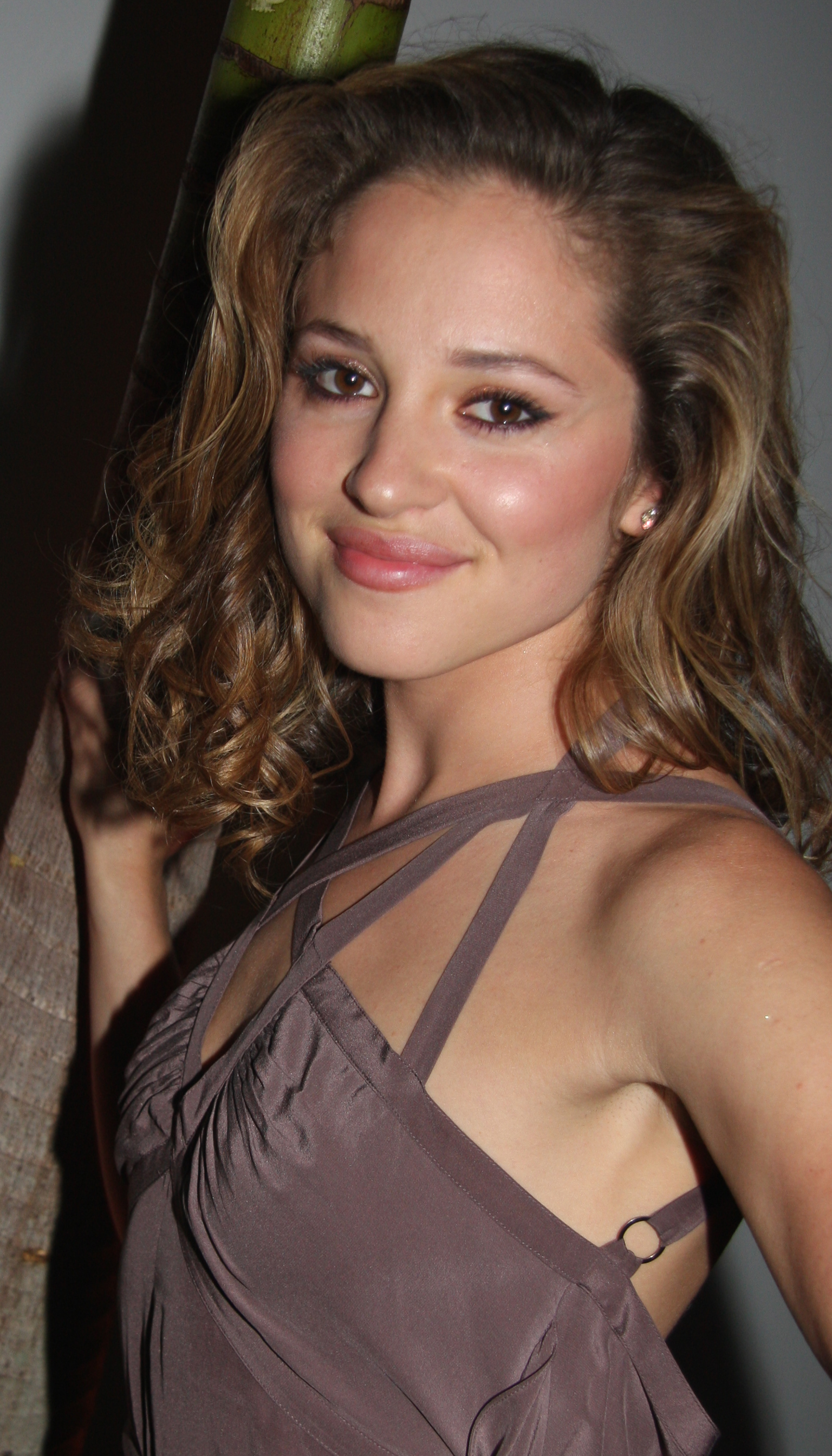
Margarita Levieva interpreta Gina Zanetakos
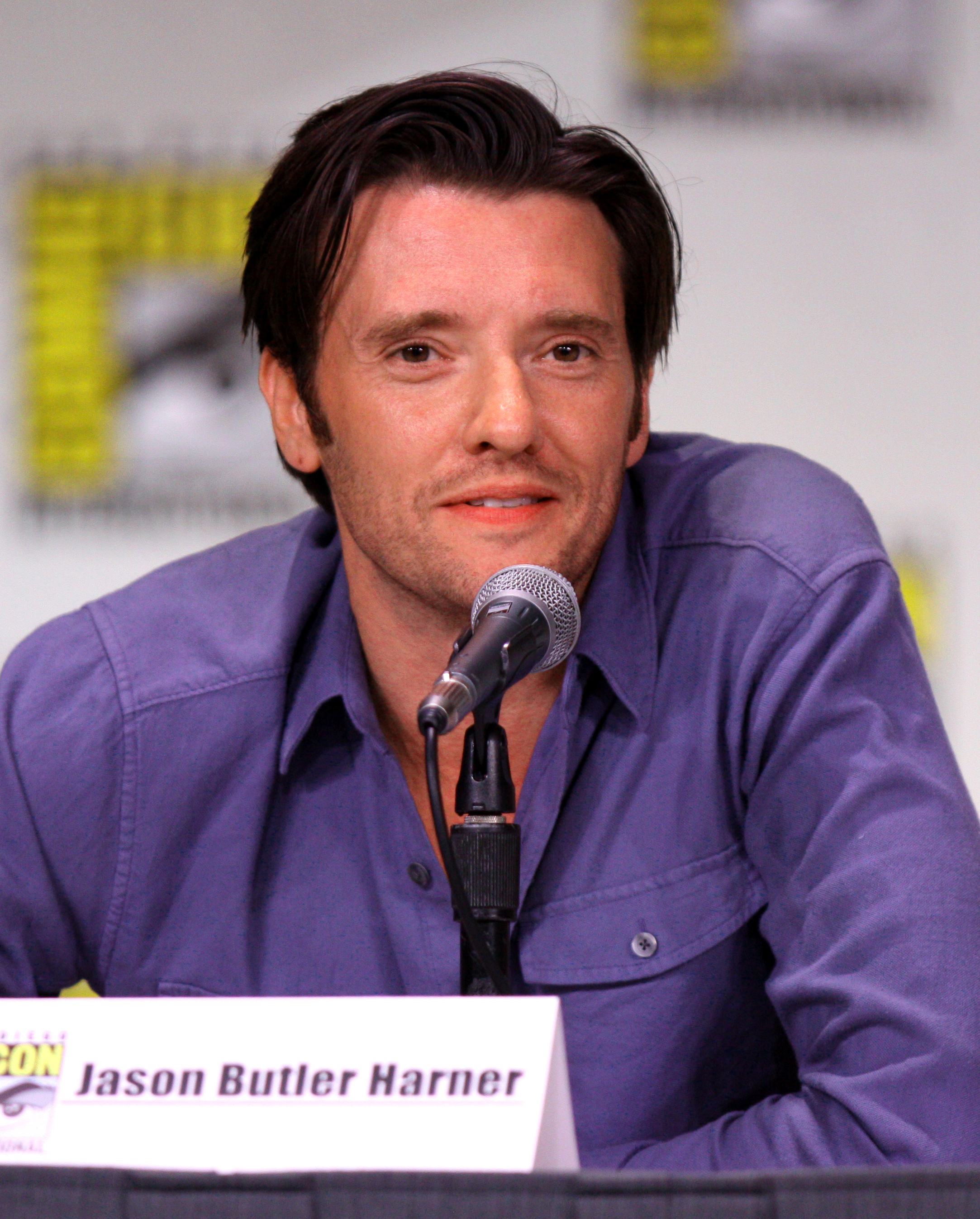
Jason Butler Harner interpreta Walter Gary Martin
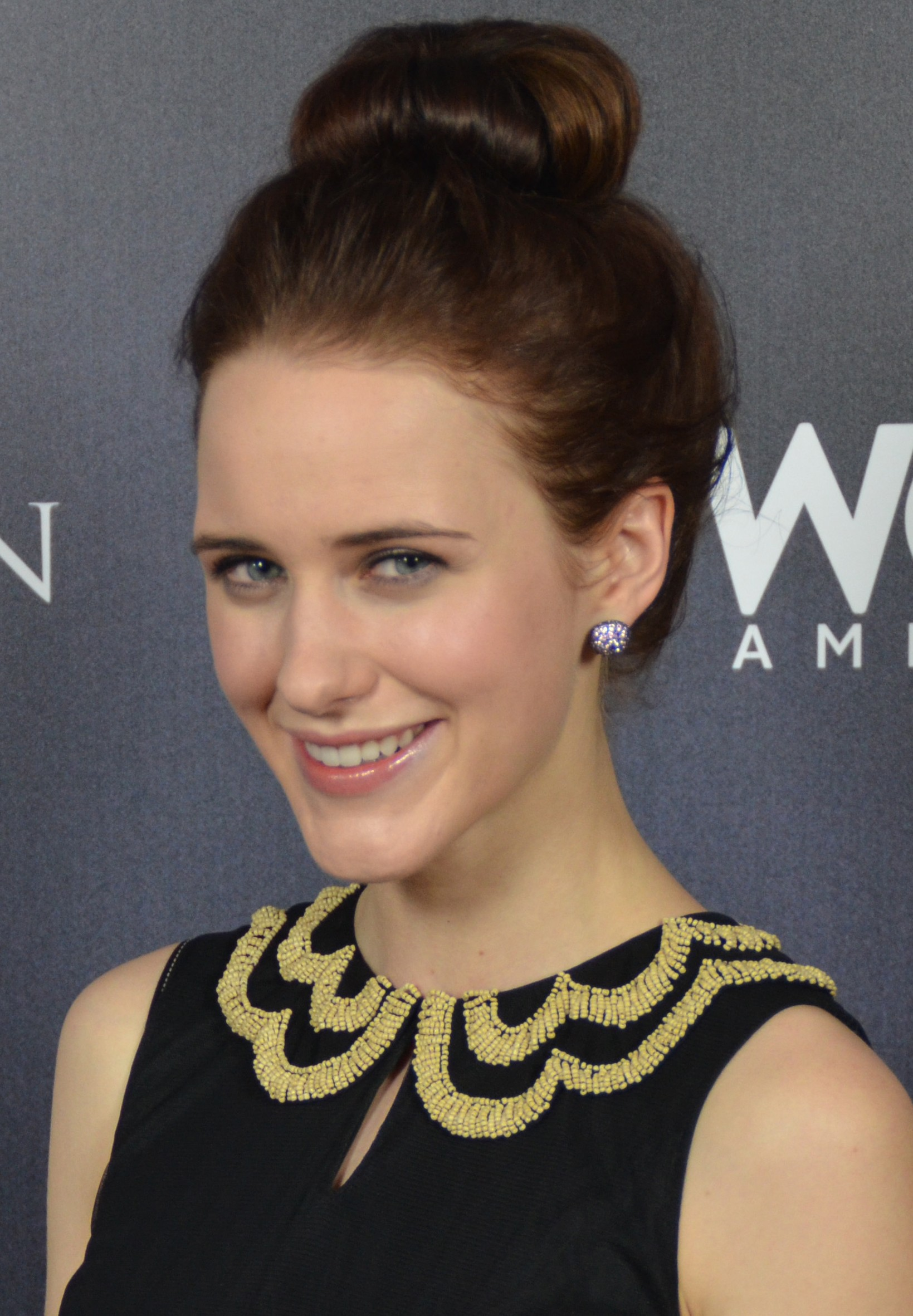
Rachel Brosnahan interpreta Lucy Brooks
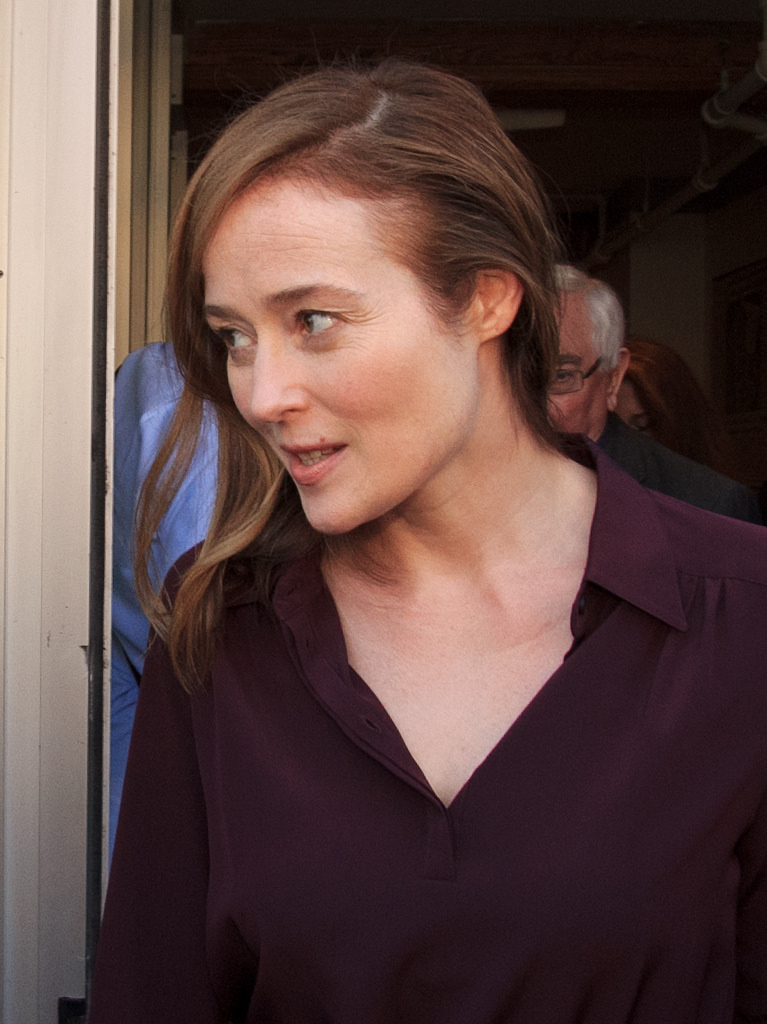
Jennifer Ehle interpreta Madeline Pratt
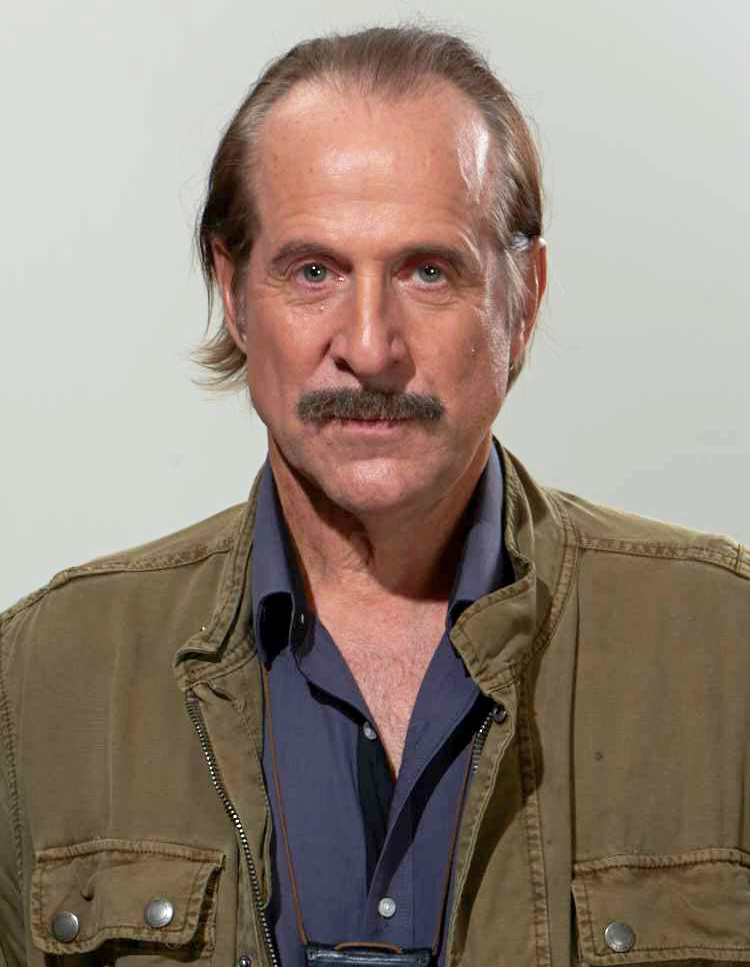
Peter Stormare interpreta Milos Kirchoff
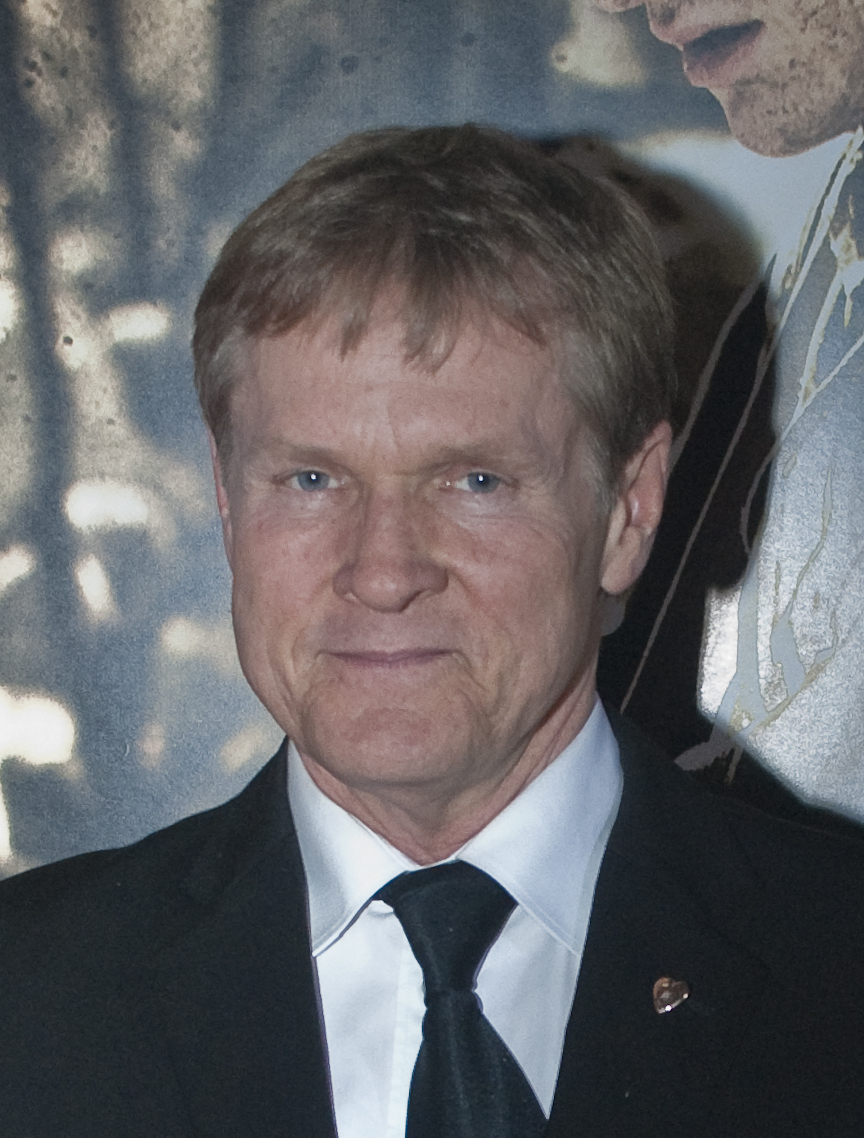
William Sadler interpreta Sam Scott
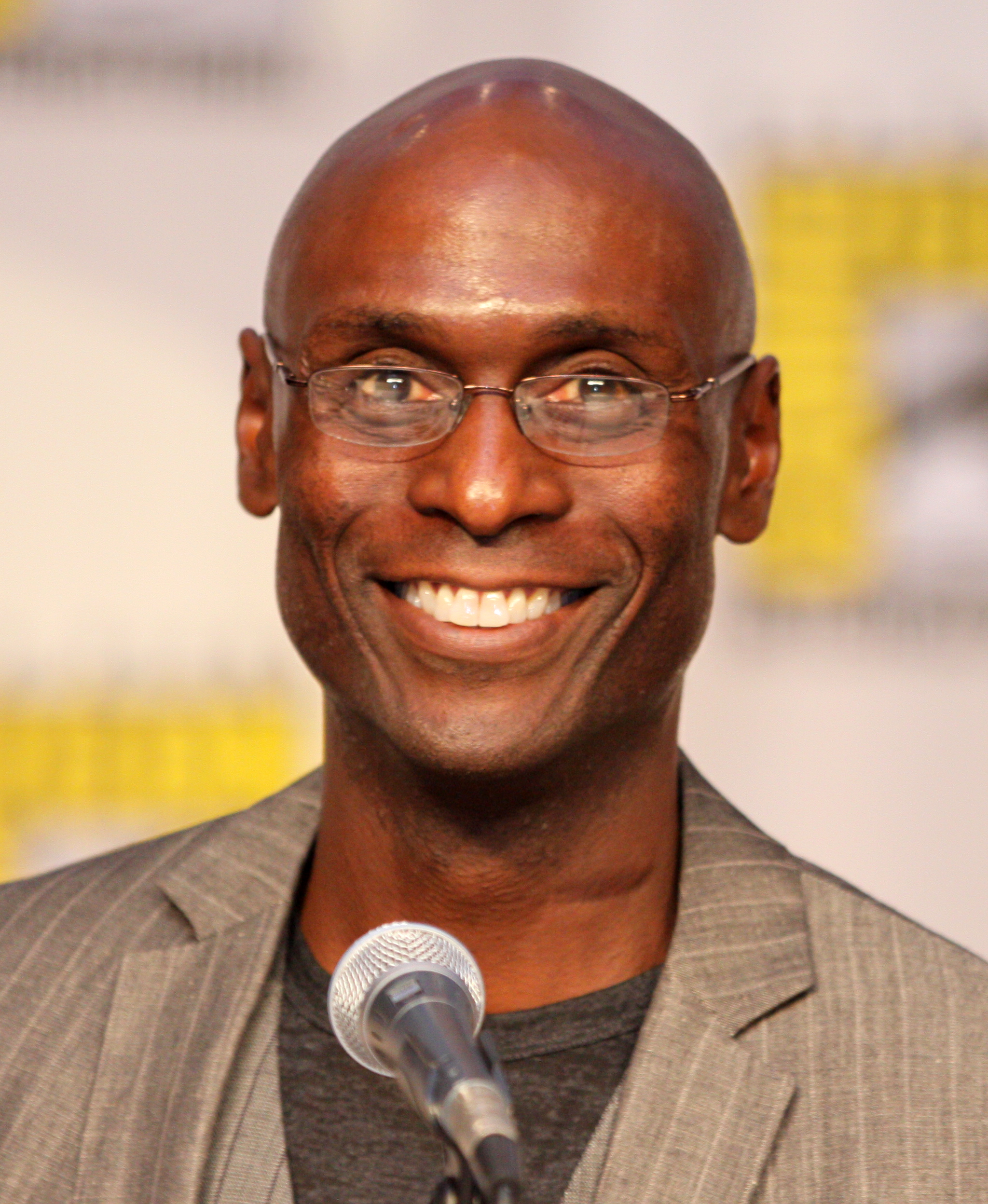
Lance Reddick interpreta Cowboy
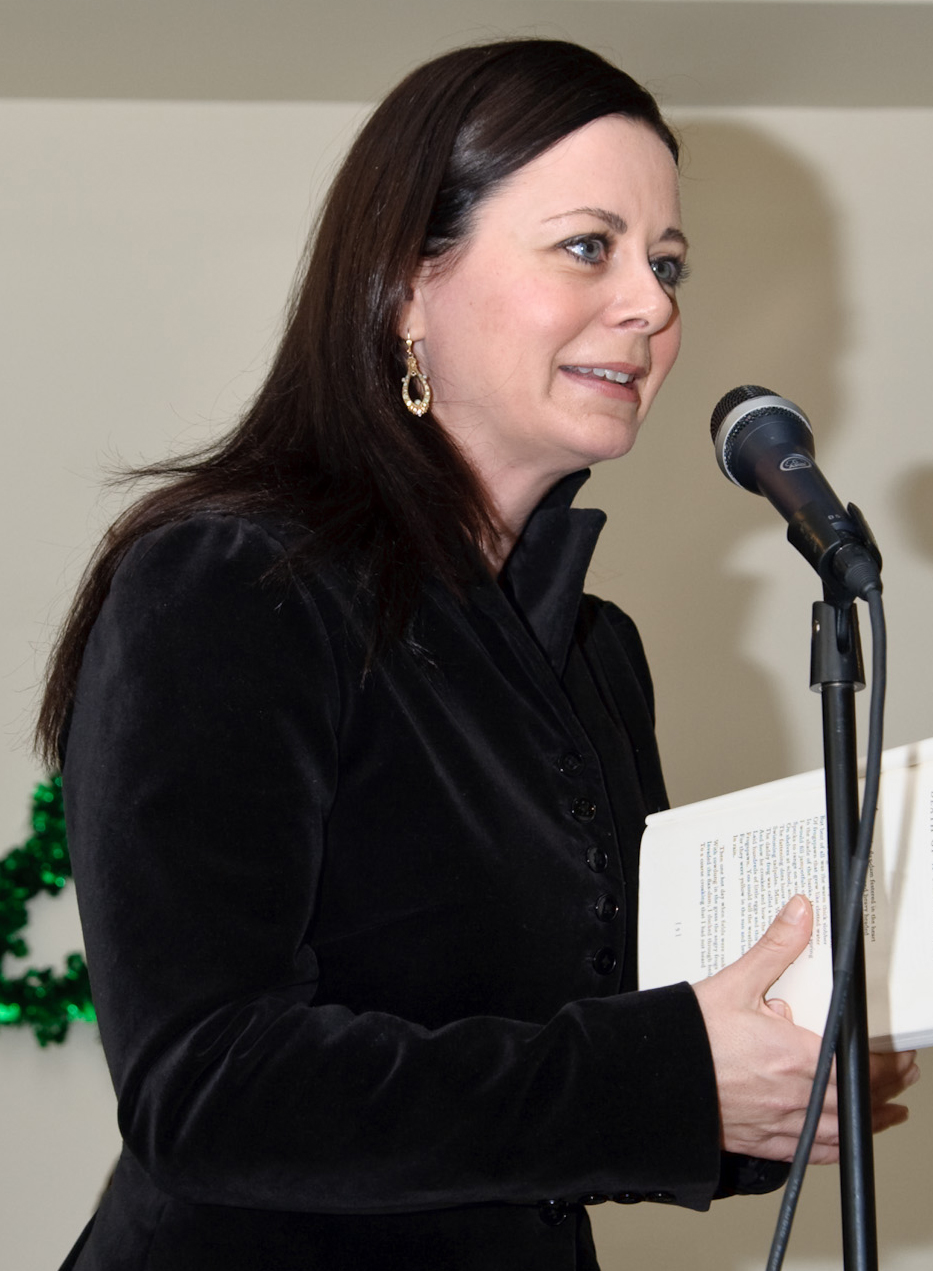
Geraldine Hughes interpreta la dr. Nina

### Introdotti nella seconda stagione
- Karakurt (nº 55), interpretato da Michael Massee (stagione 2) e Andrew Divoff (stagione 3).
- Naomi Hyland / Carla Reddington, interpretata da Mary-Louise Parker, doppiata da Tiziana Avarista.
Ex-moglie di Reddington.
- Luther Braxton (nº 21), interpretato da Ron Perlman, doppiato da Alessandro Rossi.
Ladro di alto profilo internazionale.
- The Major (nº 75), interpretato da Lance Henriksen, doppiato da Angelo Nicotra.
- Peter Kotsiopulos, interpretato da David Strathairn, doppiato da Oliviero Dinelli.
Misterioso capo dell'NCS.
- Leonard Caul, interpretato da Ned Van Zandt, doppiato da Dario Penne.
- Kat Goodson, interpretata da Janel Moloney, doppiata da Laura Boccanera.
Assistente del Direttore e tramite tra l'NCS e l'FBI.
- Roger Hobbs, interpretato da Ralph Brown, doppiato da Pasquale Anselmo.
- Kenneth Jasper, interpretato da James A. Stephens.
Membro della Congrega e capo di una rete telematica.
- Yaabari, interpretato da Sahr Ngaujah.
- Reven Wright, interpretata da Adriane Lenox, doppiata da Melina Martello.
- Ezra, interpretato da Hal Ozsan, doppiato da Roberto Gammino.
Guardia del corpo della Keen scelta da Red.
- Frank Hyland, interpretato da Lee Tergesen, doppiato da Francesco Sechi.
- Mr. Vargas, interpretato da Paul Reubens, doppiato da Francesco Meoni.
Agente doppiogiochista di Red.
- Samuel Aleko, interpretato da Dante Nero.
Guardia del corpo di Ames.
- Glen Carter, interpretato da Clark Middleton, doppiato da Vladimiro Conti.
Impiegato della motorizzazione che occasionalmente aiuta Red nei suoi piani.
- Zoe D'Antonio, interpretata da Scottie Thompson.
Figlia di Berlino.
- Eugene Ames, interpretato da Franklin Ojeda Smith.
- Charlene Cooper, interpretata da Valarie Pettiford, doppiata da Tiziana Avarista.
La moglie di Harold.
- Martin Wilcox, interpretato da Michael Kostroff, doppiato da Luca Dal Fabbro.
Investigatore incaricato di indagare sull'omicidio di Eugene Ames.
- Richard Denner, interpretato da John Finn, doppiato da Saverio Moriones.
- Nik Korpal, interpretato da Piter Marek, doppiato da Roberto Certomà.
- Dr. Levin, interpretato da Jack Koenig.

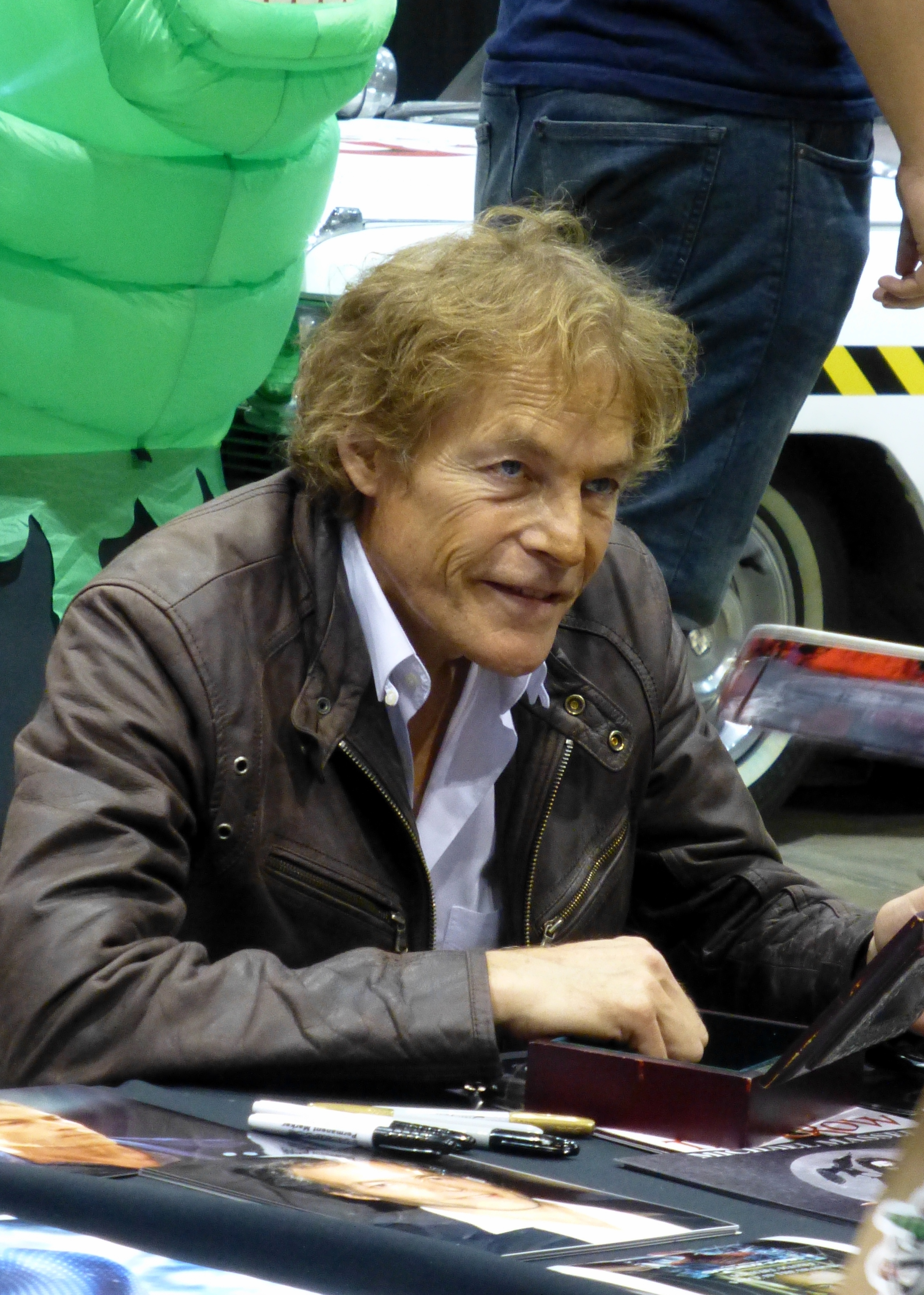
Michael Massee interpreta Karakurt (st. 2)
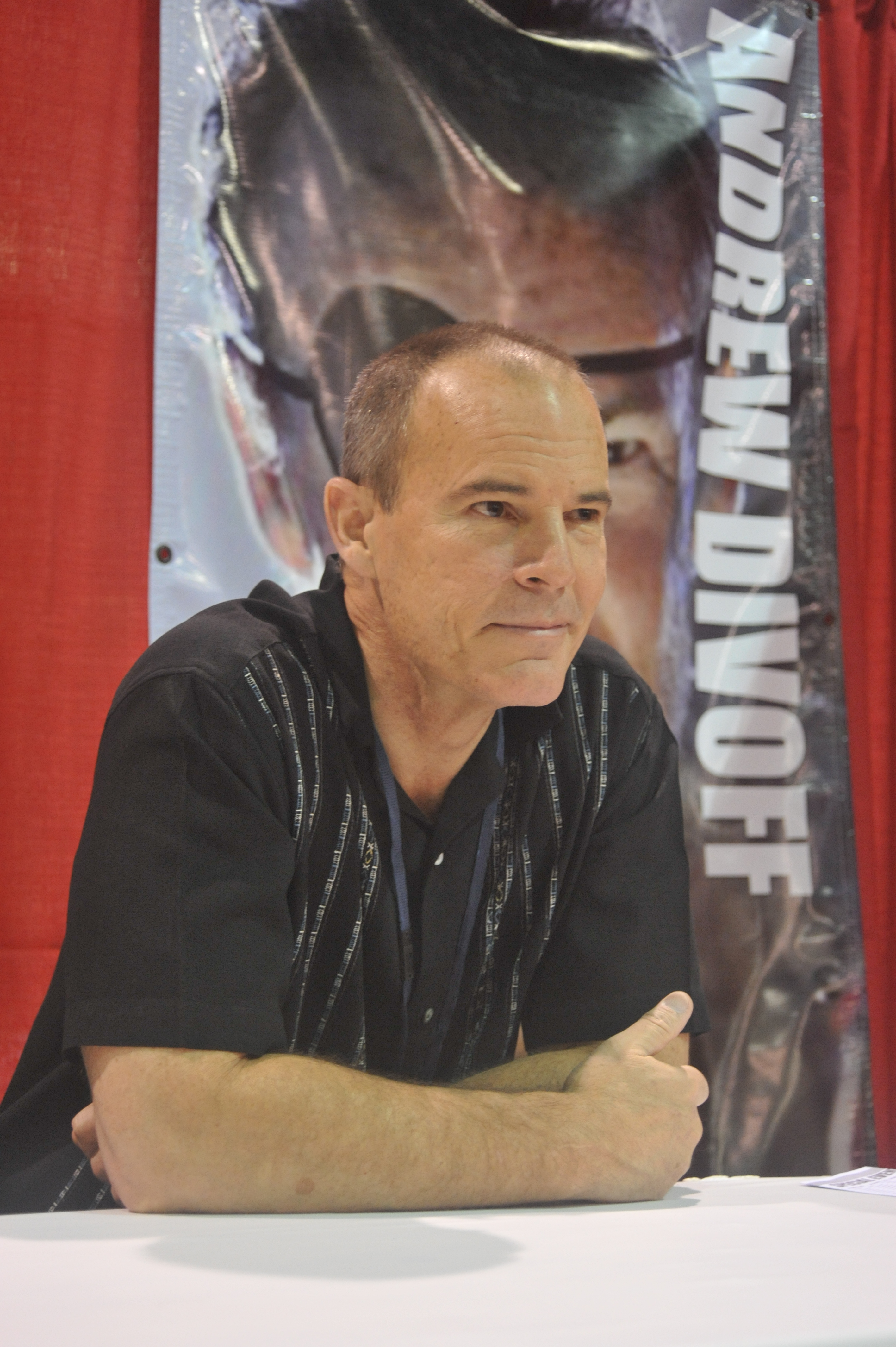
Andrew Divoff interpreta Karakurt (st. 3)
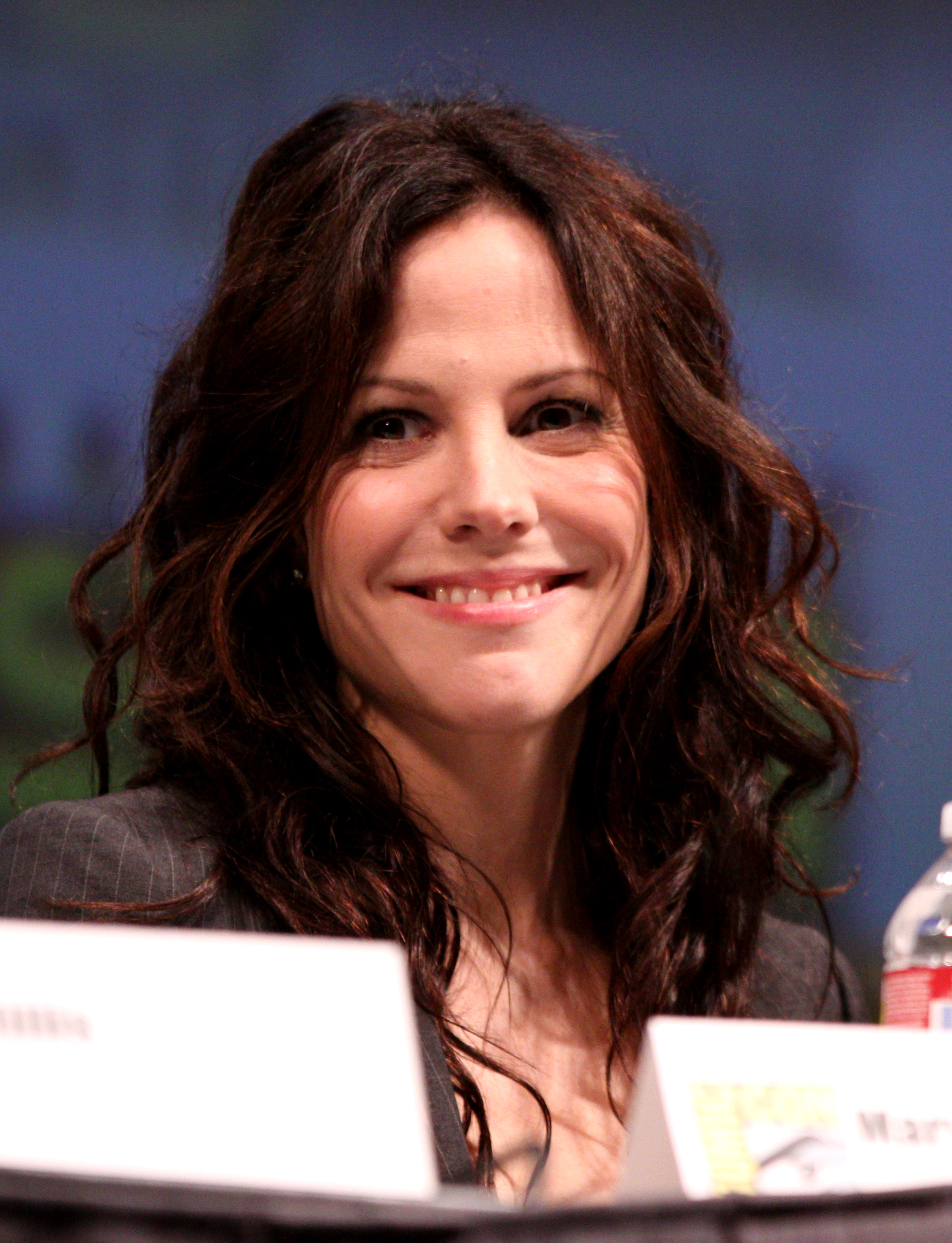
Mary-Louise Parker interpreta Naomi Hyland
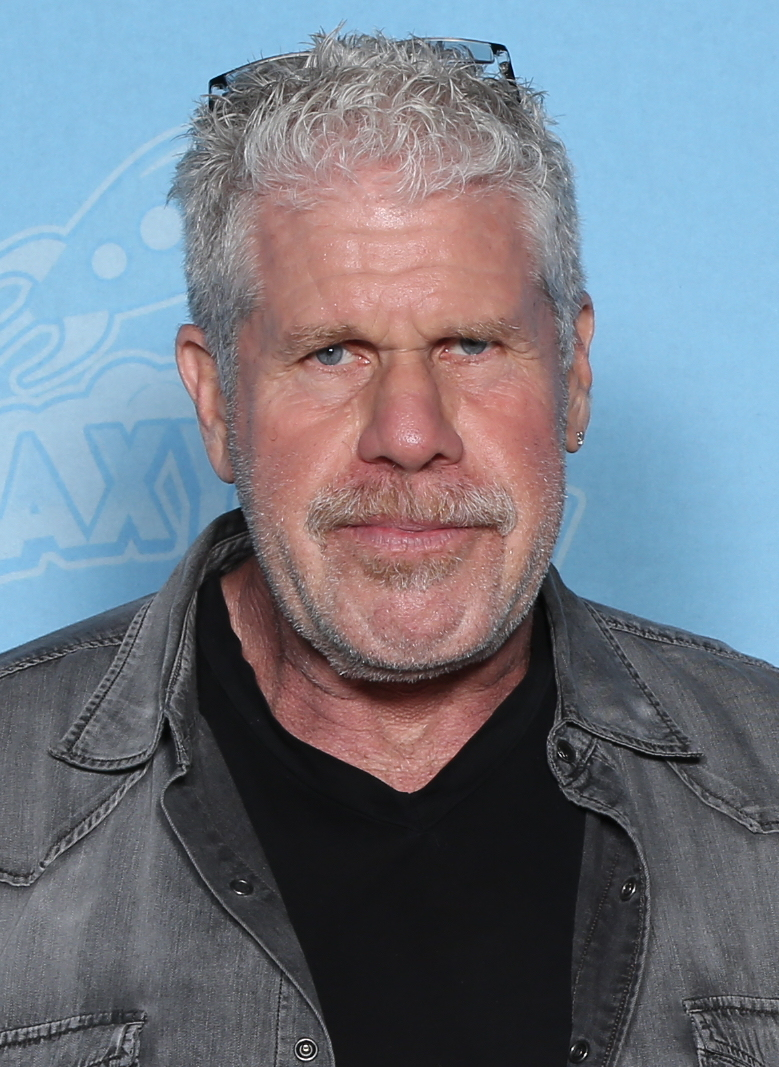
Ron Perlman interpreta Luther Braxton
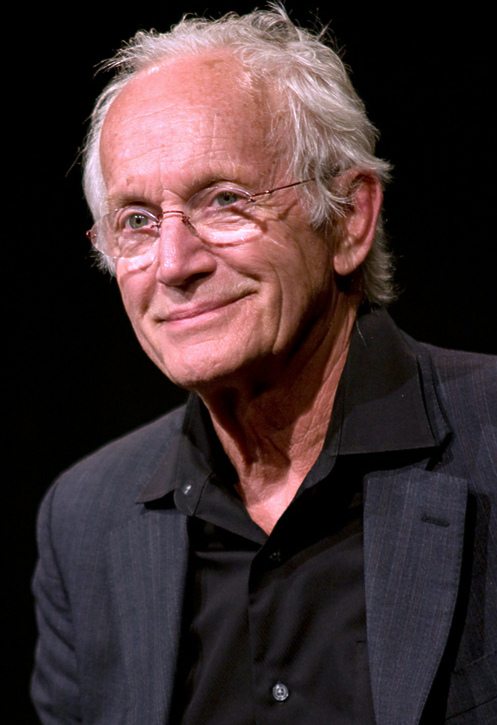
Lance Henriksen interpreta The Major
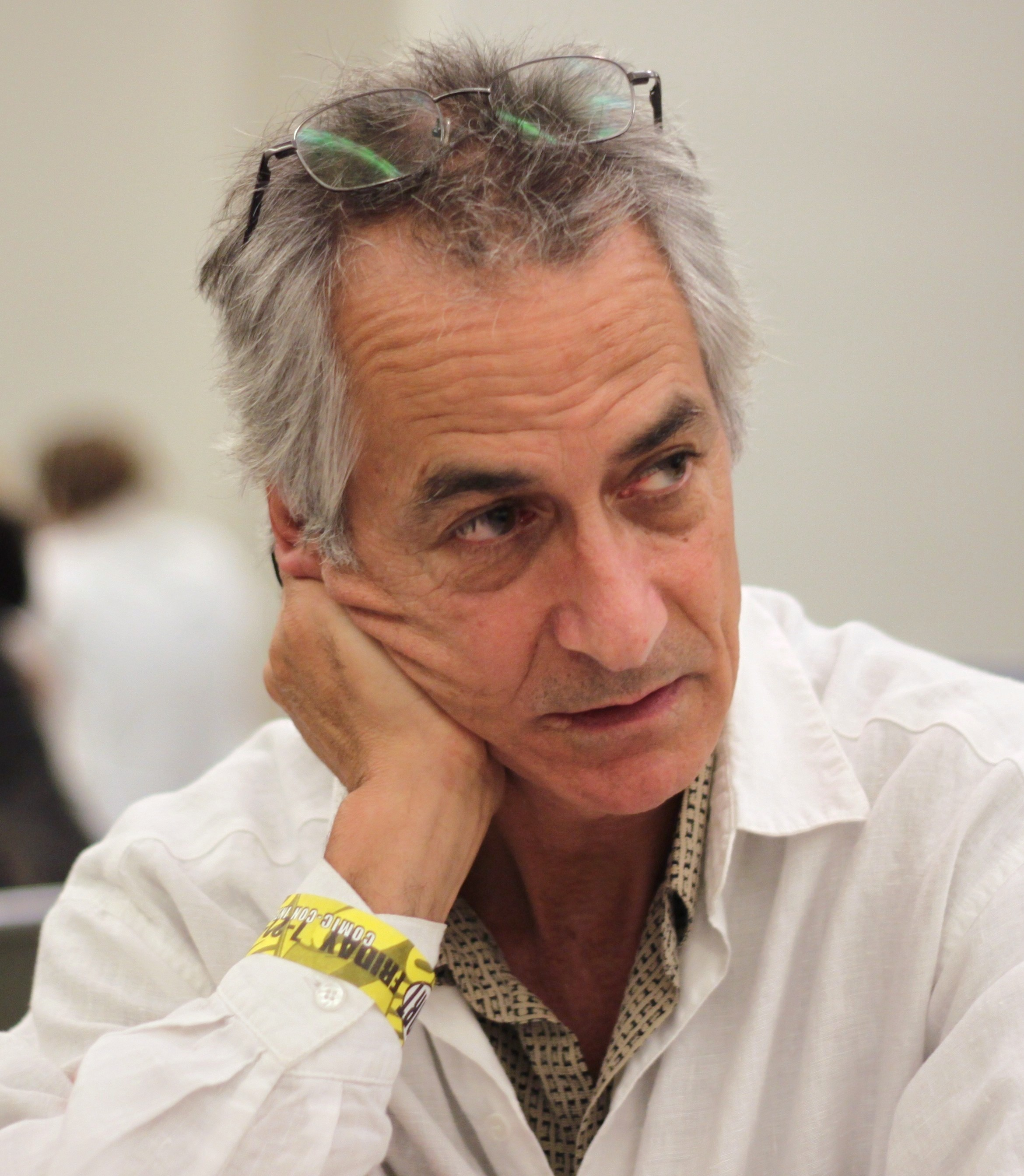
David Strathairn interpreta Peter Kotsiopulos
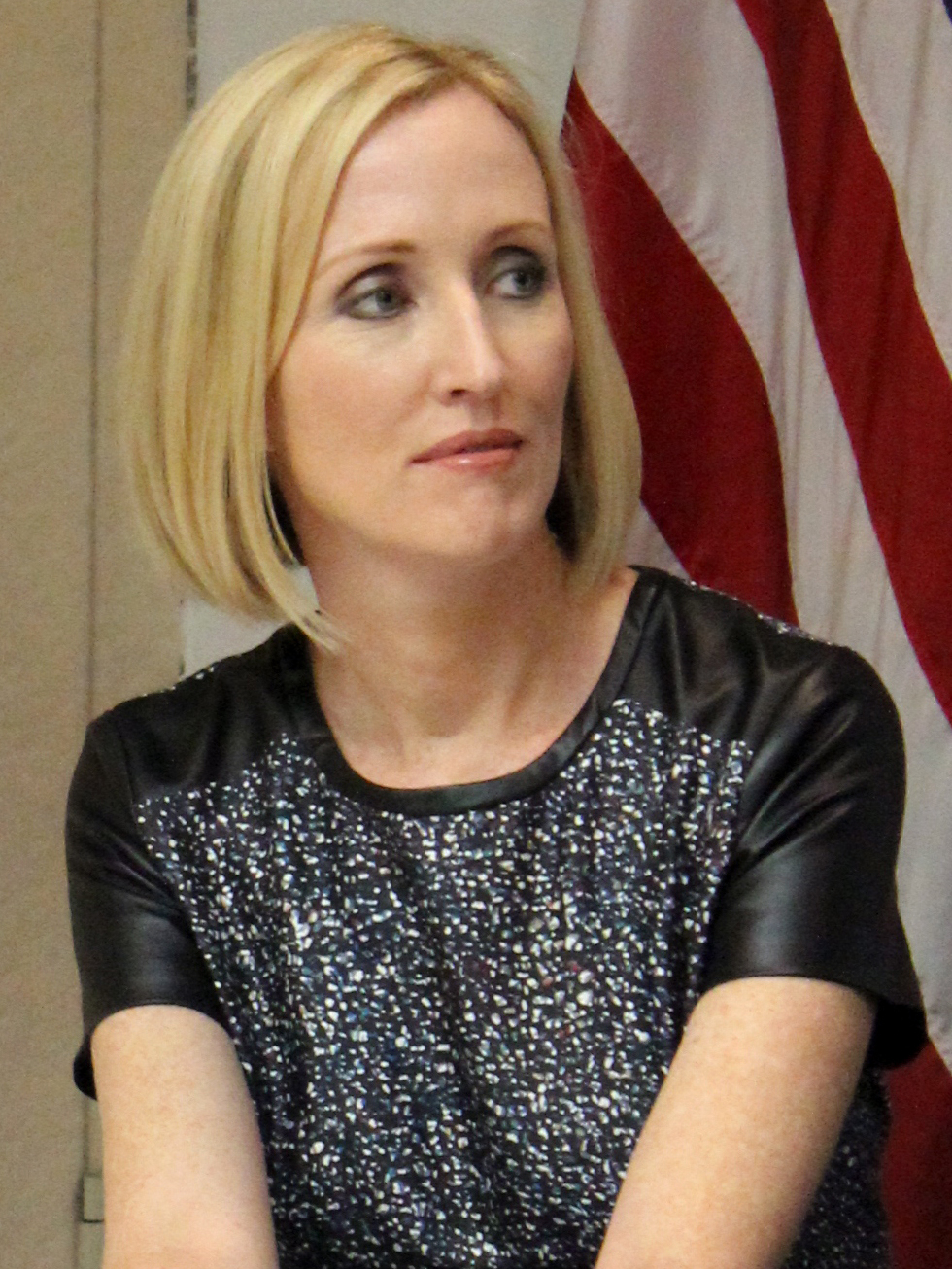
Janel Moloney interpreta Kat Goodson
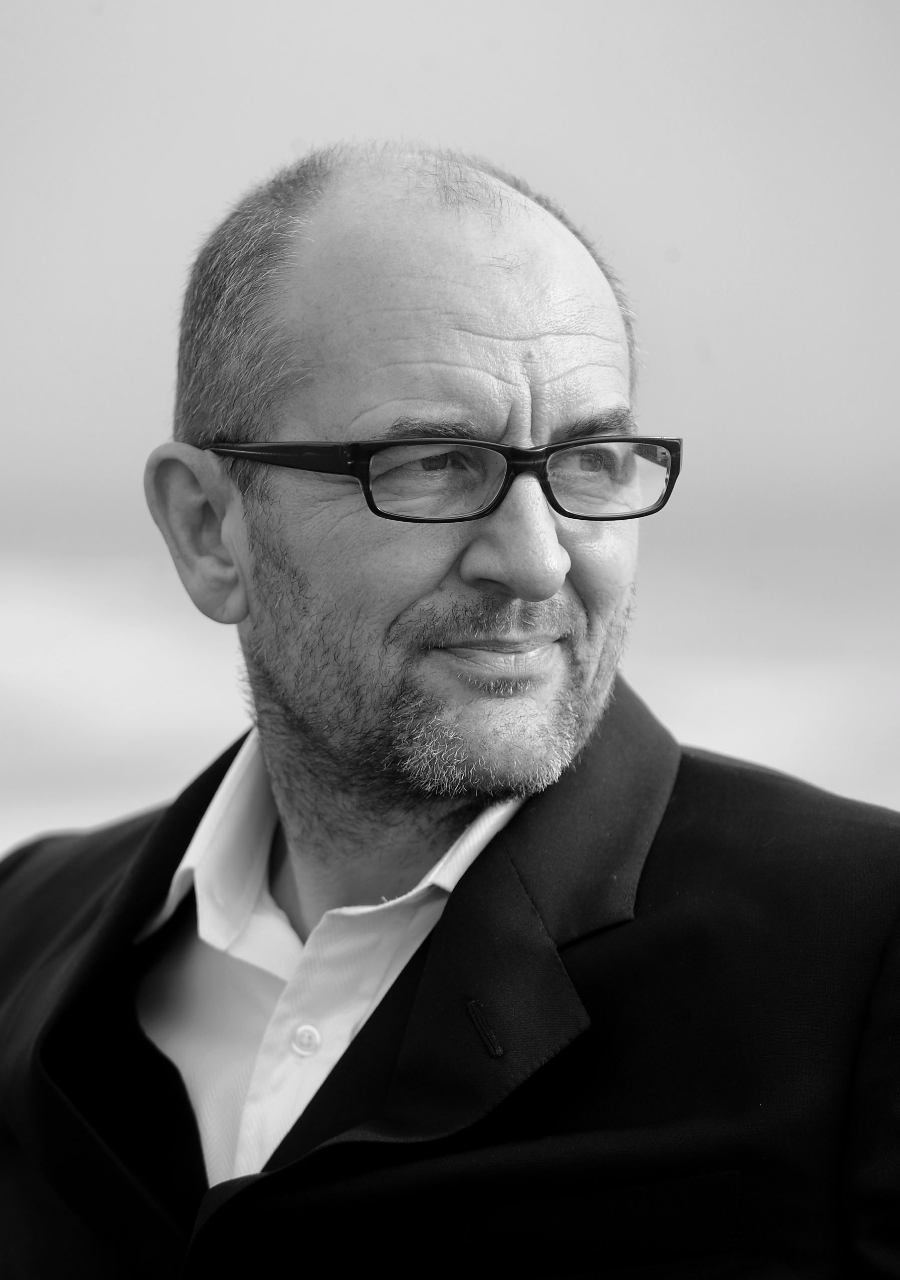
Ralph Brown interpreta Roger Hobbs
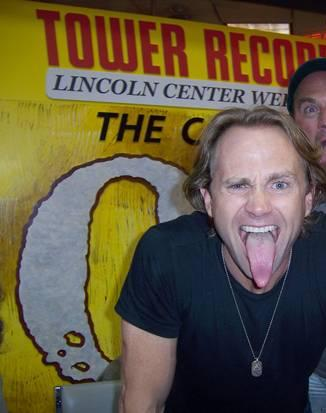
Lee Tergesen interpreta Frank Hyland
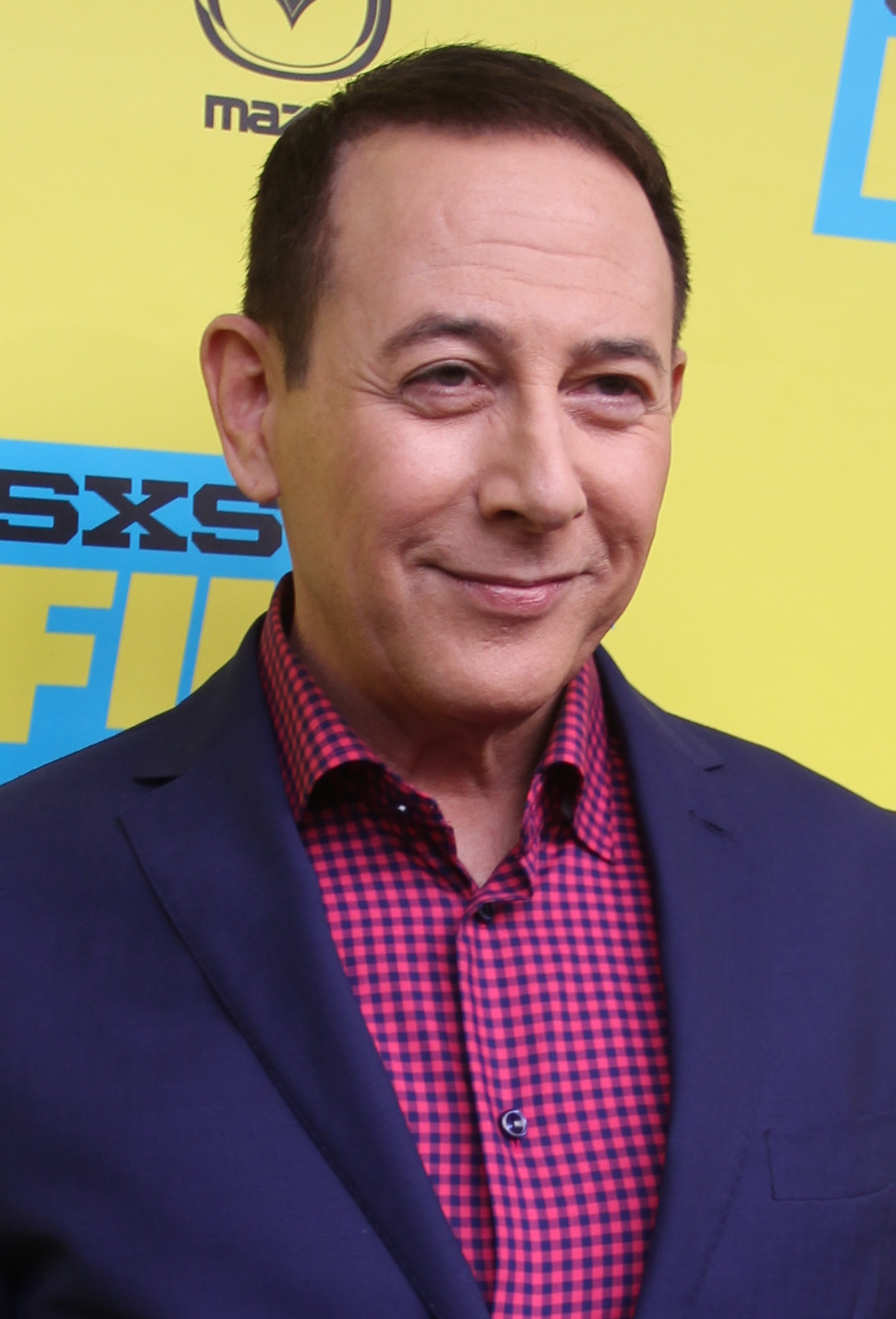
Paul Reubens interpreta Mr. Vargas
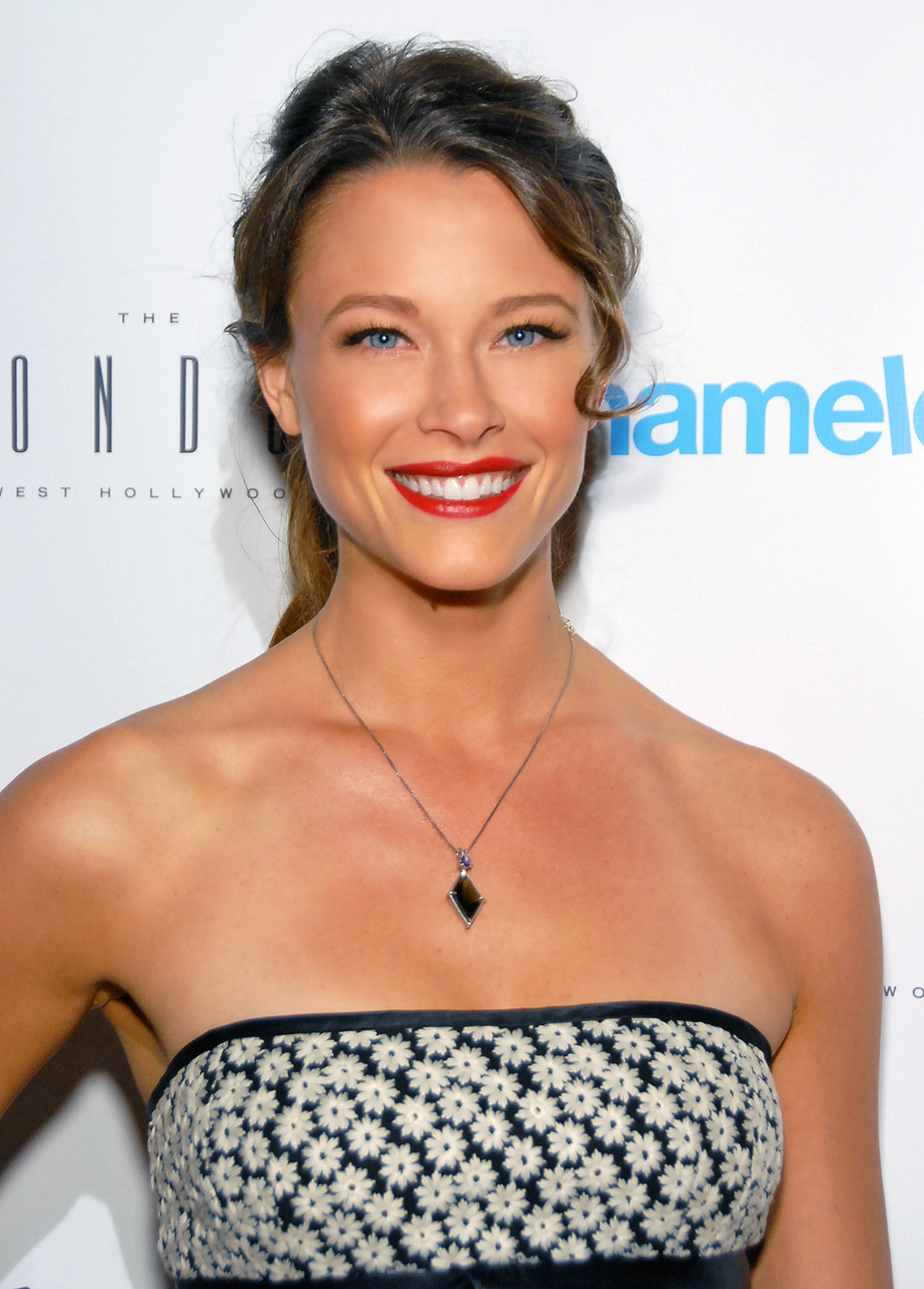
Scottie Thompson interpreta Zoe D'Antonio
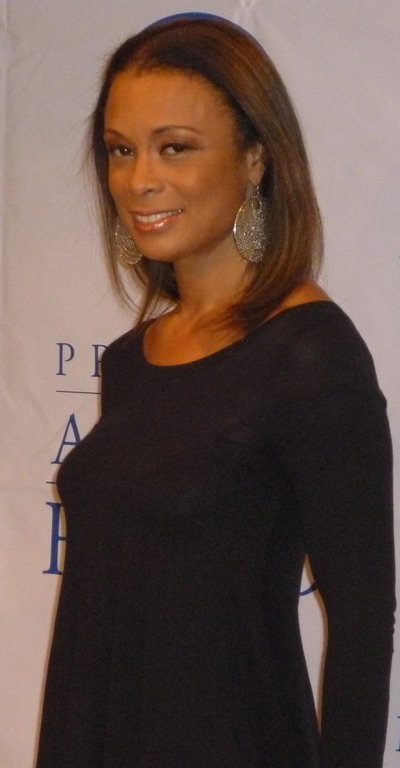
Valarie Pettiford interpreta Charlene Cooper

### Introdotti nella terza stagione
- Marvin Gerard (nº 80), interpretato da Fisher Stevens, doppiato da Marco Mete.
L'avvocato di Reddington.
- Katarina Rostova (nº 3), interpretata da Lotte Verbeek, doppiata da Ilaria Stagni.
Una spia russa, madre di Elizabeth.
- Alexander Kirk / Constantin Rostov (nº 14), interpretato da Ulrich Thomsen, doppiato da Mario Cordova.
Misterioso e potente uomo d'affari miliardario che ha fatto fortuna acquistando società russe dopo la caduta dell'Unione Sovietica. Egli sostiene di essere il padre di Elizabeth Keen e soffre di una condizione medica non rivelata.
- Laurel Hitchin, interpretata da Christine Lahti, doppiata da Isabella Pasanisi.
Capo della commissione che indaga sull'attentato dinamitardo dell'OREA.
- Asher Sutton, interpretato da Peter Vack.
Ragazzo benestante usato come esca da Tom Keen per arrivare a Karakurt.
- Gwen Hollander, interpretata da Conor Leslie.
Ragazza di Asher Sutton.
- Mr. Diaz, interpretato da Tony Plana, doppiato da Edoardo Siravo.
Primo ministro del Venezuela.
- Cynthia Panabaker, interpretata da Deirdre Lovejoy, doppiata da Anna Cugini.
Consigliere della Casa Bianca.
- Dominic "Dom" Wilkinson, interpretato da Brian Dennehy (stagioni 3-7), Ron Raines (stagione 8) e da C. J. Wilson (da giovane), doppiato da Luciano De Ambrosis.
Il padre di Katarina Rostova.
- Robert Diaz, interpretato da Benito Martinez, doppiato da Antonio Angrisano.
Un senatore che poi diventa il presidente degli Stati Uniti d'America.
- Levi Shur, interpretato da Oded Fehr, doppiato da Massimo De Ambrosis.

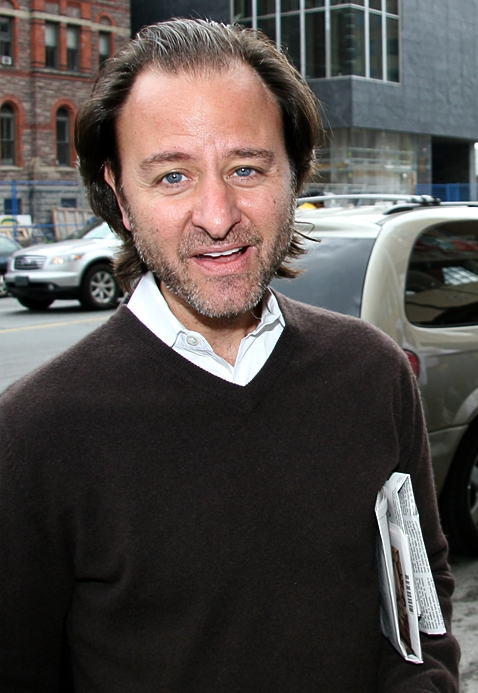
Fisher Stevens interpreta Marvin Gerard
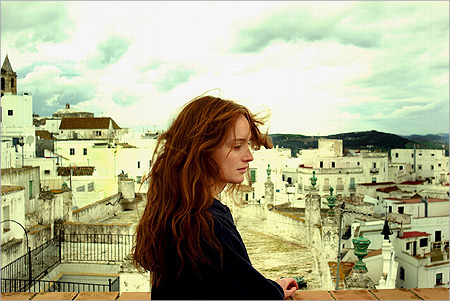
Lotte Verbeek interpreta Katarina Rostova
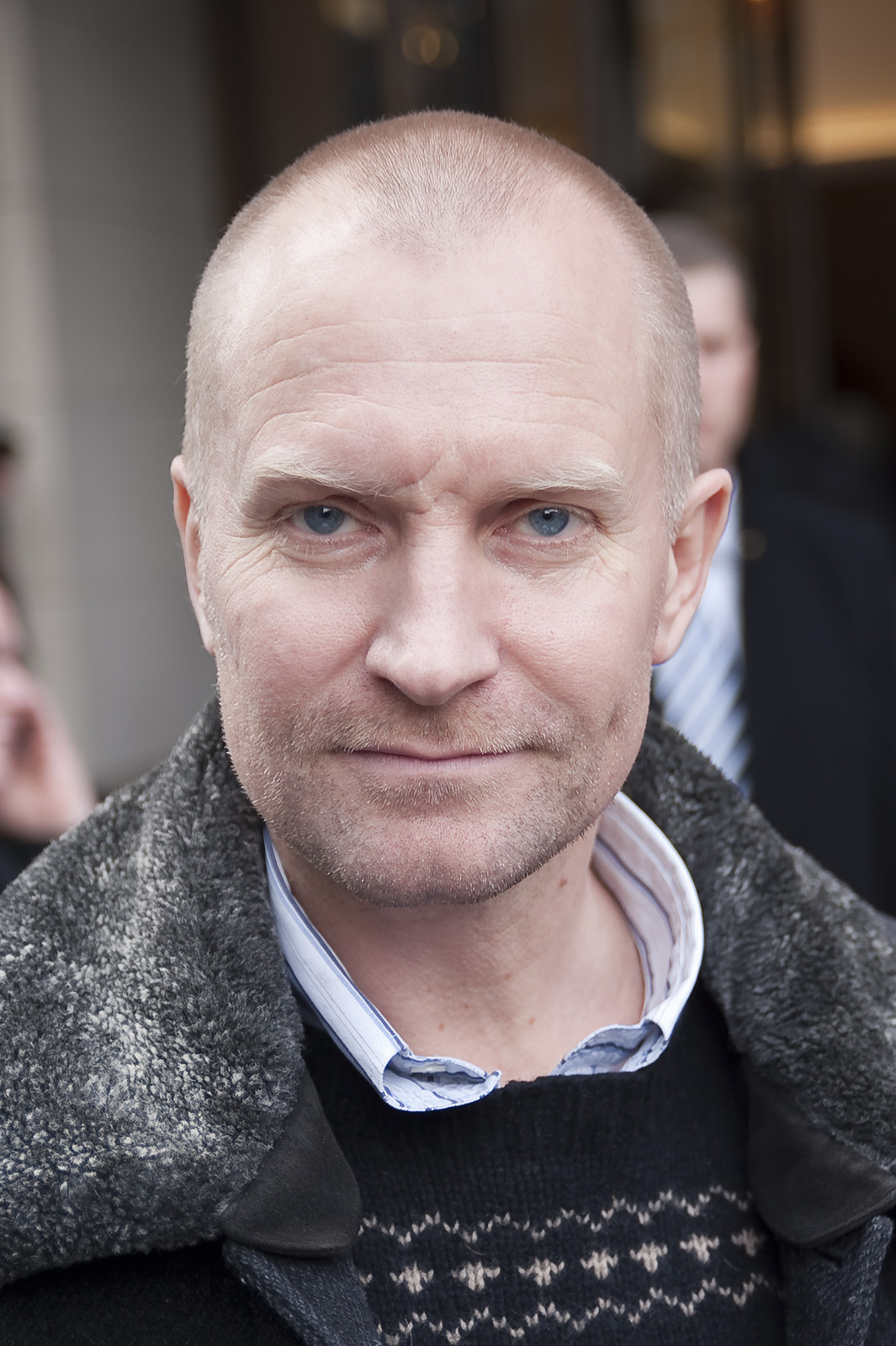
Ulrich Thomsen interpreta Alexander Kirk
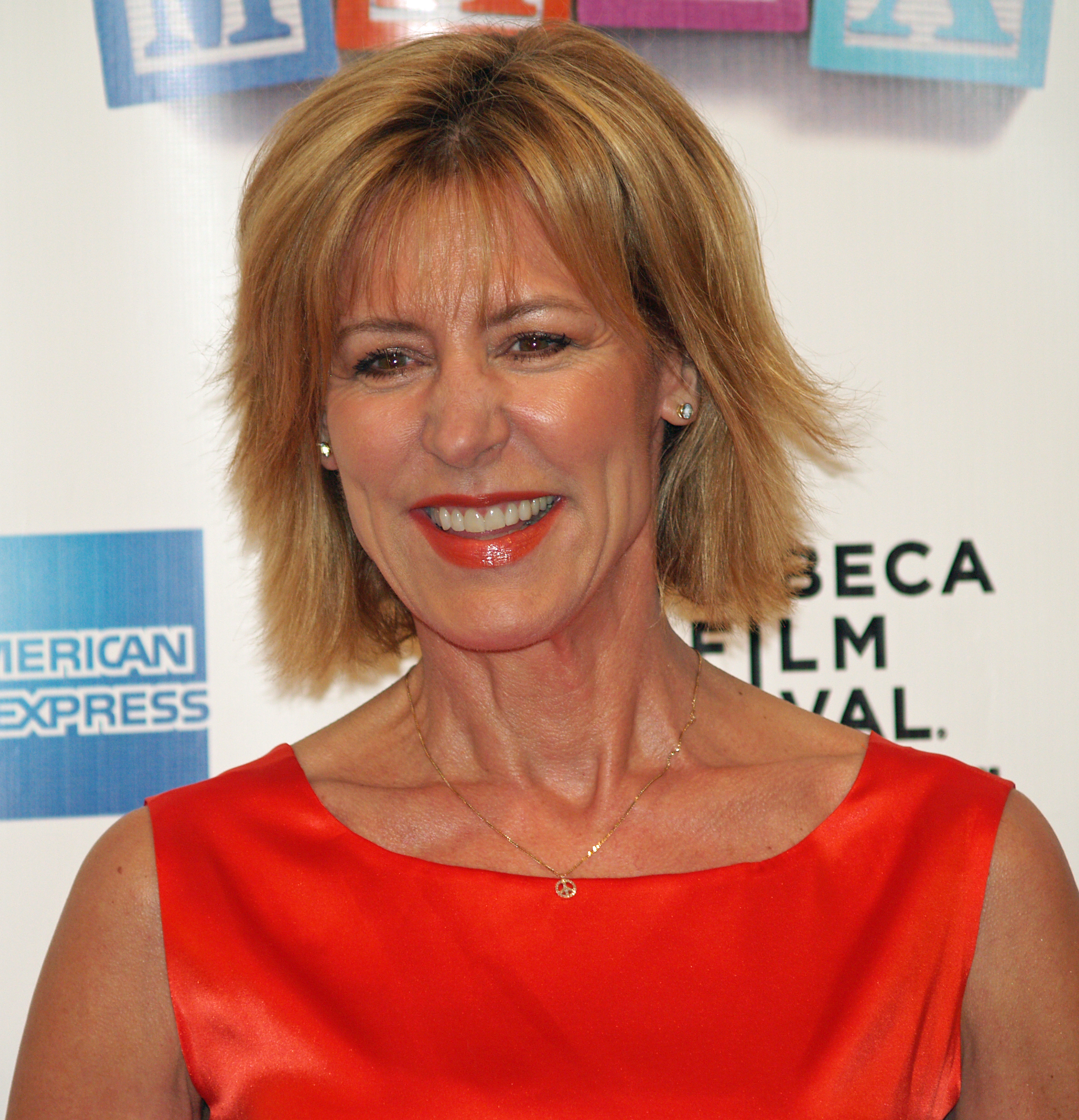
Christine Lahti interpreta Laurel Hitchin
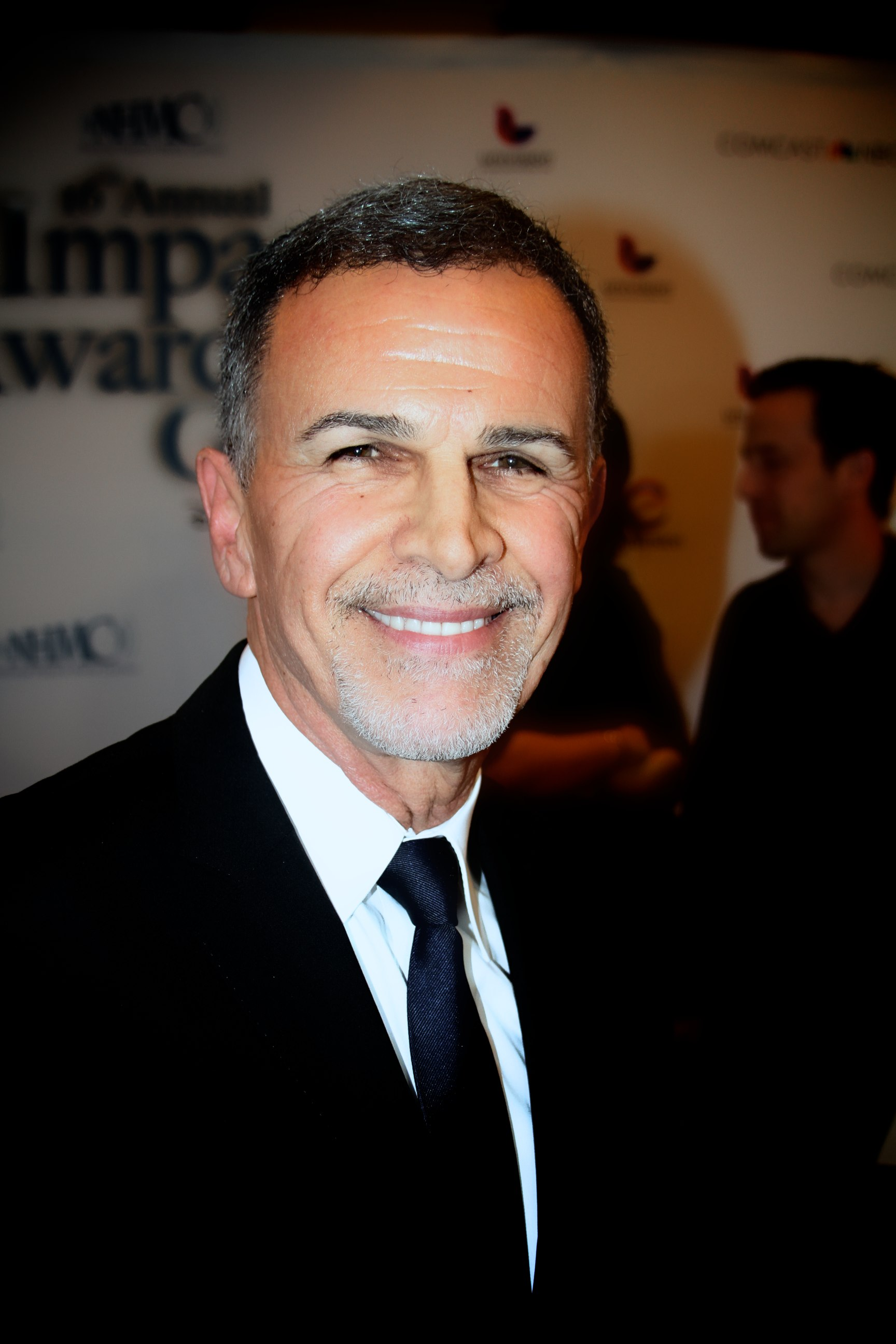
Tony Plana interpreta Mr. Diaz
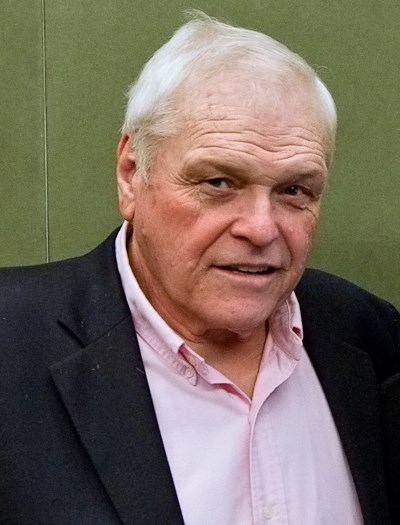
Brian Dennehy interpreta Dom Wilkinson
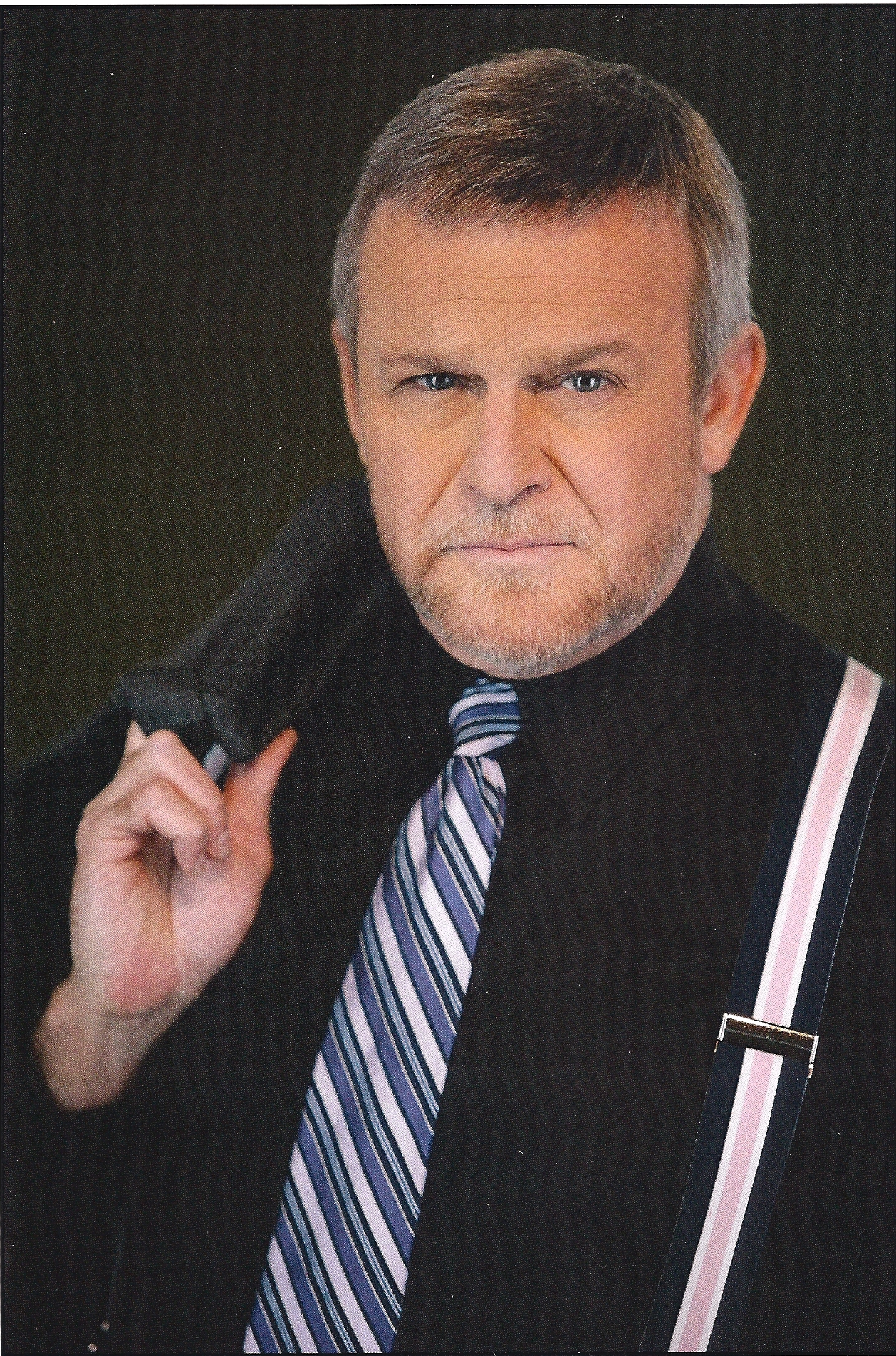
Ron Raines interpreta Dom Wilkinson (st. 8)
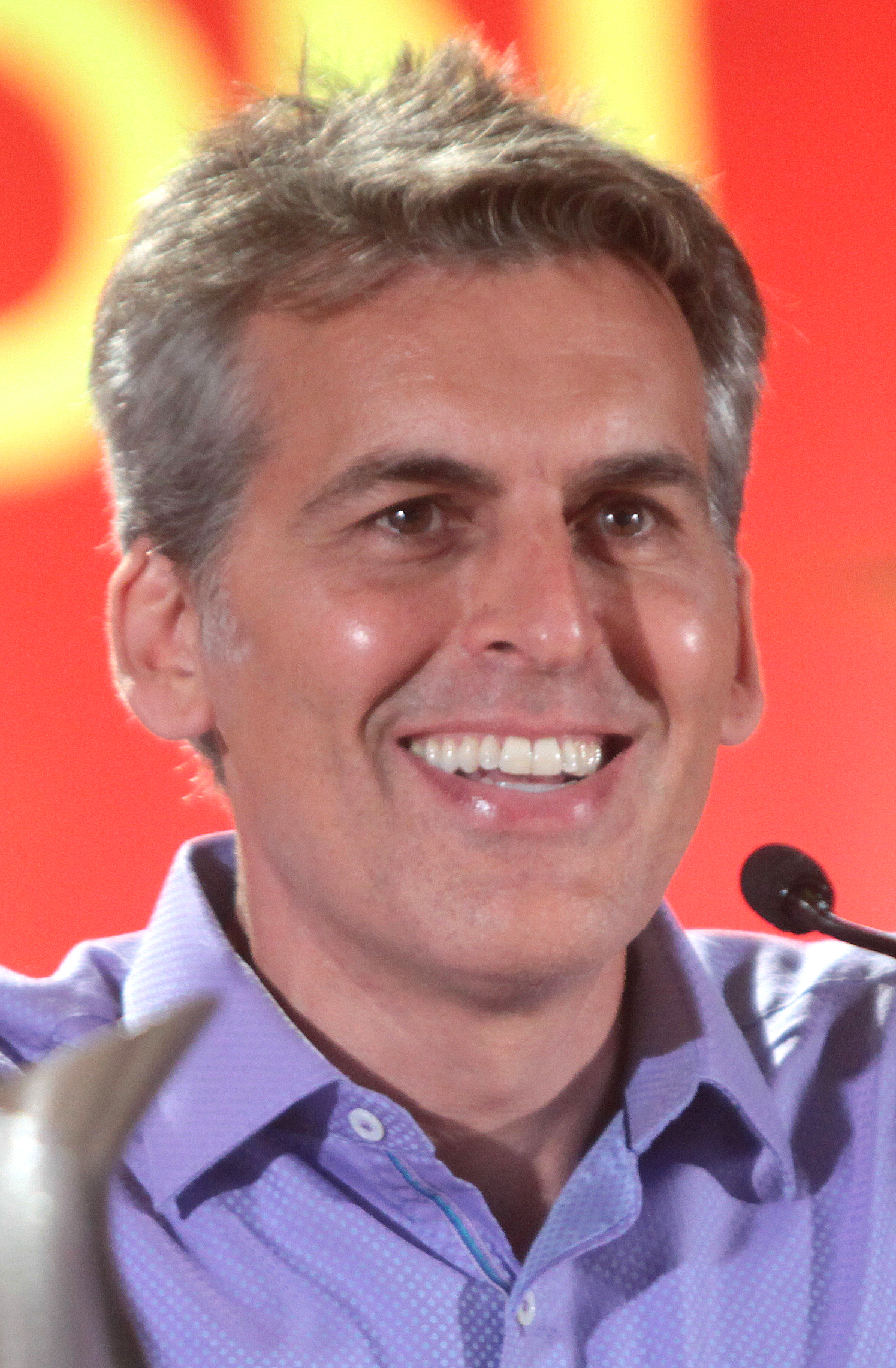
Oded Fehr interpreta Levi Shur

### Introdotti nella quarta stagione
- Henry Prescott (nº 118), interpretato da James Carpinello.
- Romina, interpretata da Joselin Reyes.
- Odette, interpretata da Annapurna Sriram, doppiata da Perla Liberatori.
- Janet Sutherland, interpretata da Annie Heise.
- Julian Gale, interpretato da Enrique Murciano, doppiato da Riccardo Rossi.
- Hunter, interpretato da Leon Rippy.
Boscaiolo che salva e accudisce Mr. Kaplan, dopo essere stata ferita gravemente da Red.
- Sebastian Reifler, interpretato da Matt Servitto, doppiato da Raffaele Palmieri.

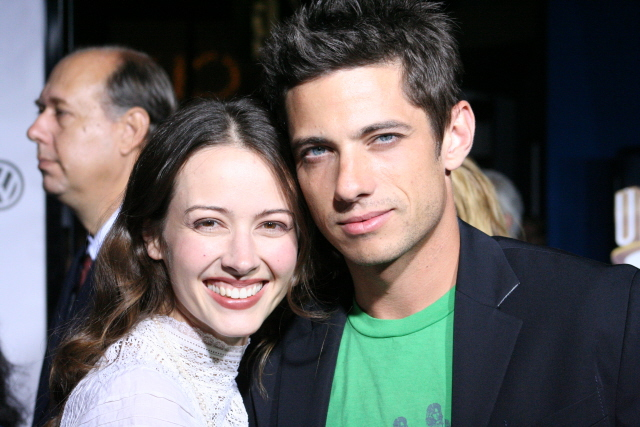
James Carpinello (a destra) interpreta Henry Prescott
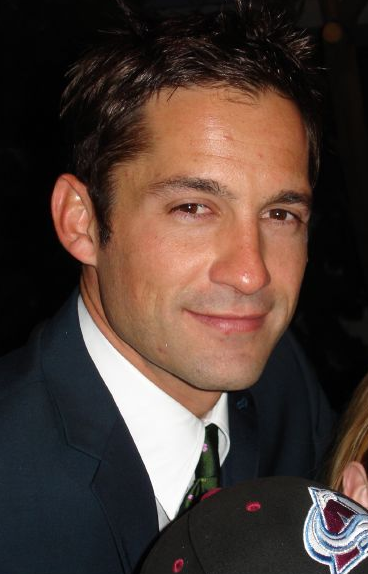
Enrique Murciano interpreta Julian Gale
Matt Servitto interpreta Sebastian Reifler

### Introdotti nella quinta stagione
- Ian Garvey (nº 13), interpretato da Jonny Coyne, doppiato da Luca Graziani.
- Joe "Smokey" Putnum (nº 30), interpretato da Michael Aronov, doppiato da Roberto Gammino.
Un circense che diventa il braccio destro di Reddington nella gestione della logistica. In seguito verrà ucciso da Red[8].
- Heddie Hawkins, interpretata da Aida Turturro, doppiata da Giovanna Martinuzzi.
Collaboratrice di Smokey.
- Norman Singleton, interpretato da Evan Parke, doppiato da Stefano Mondini.
- Lillian May Roth / Jennifer Reddington, interpretata da Fiona Dourif, doppiata da Rachele Paolelli.
La figlia di Raymond Reddington che indaga sulla vera identità del "padre".
- Pete McGee, interpretato da Karl Miller, doppiato da Emanuele Ruzza.
- Lena Mercer, interpretata da Ana Nogueira.
- Tony Pagliaro, interpretato da Lenny Venito, doppiato da Gianluca Machelli.
- Bobby Navarro, interpretato da Happy Anderson, doppiato da Gianluca Machelli.

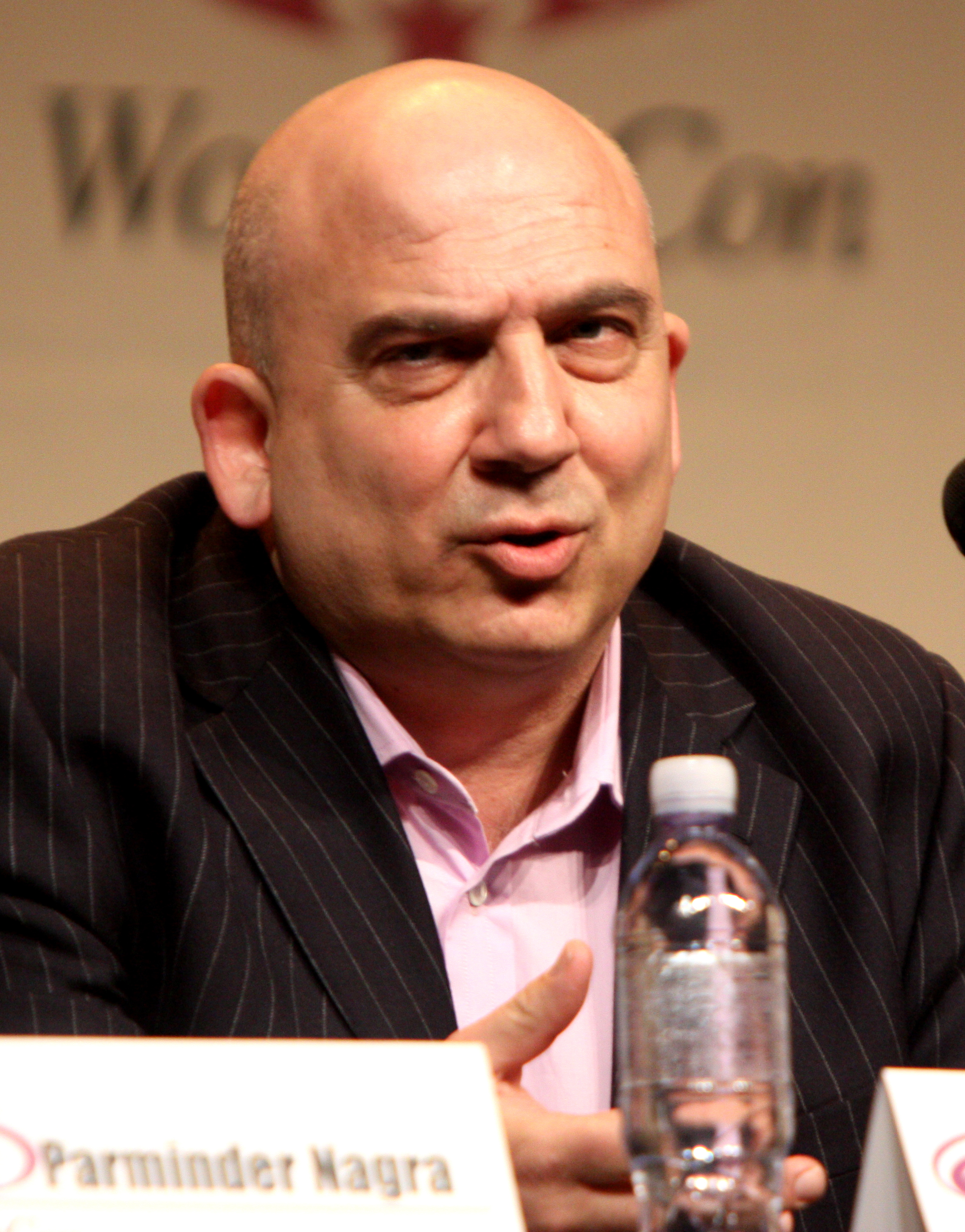
Jonny Coyne interpreta Ian Garvey
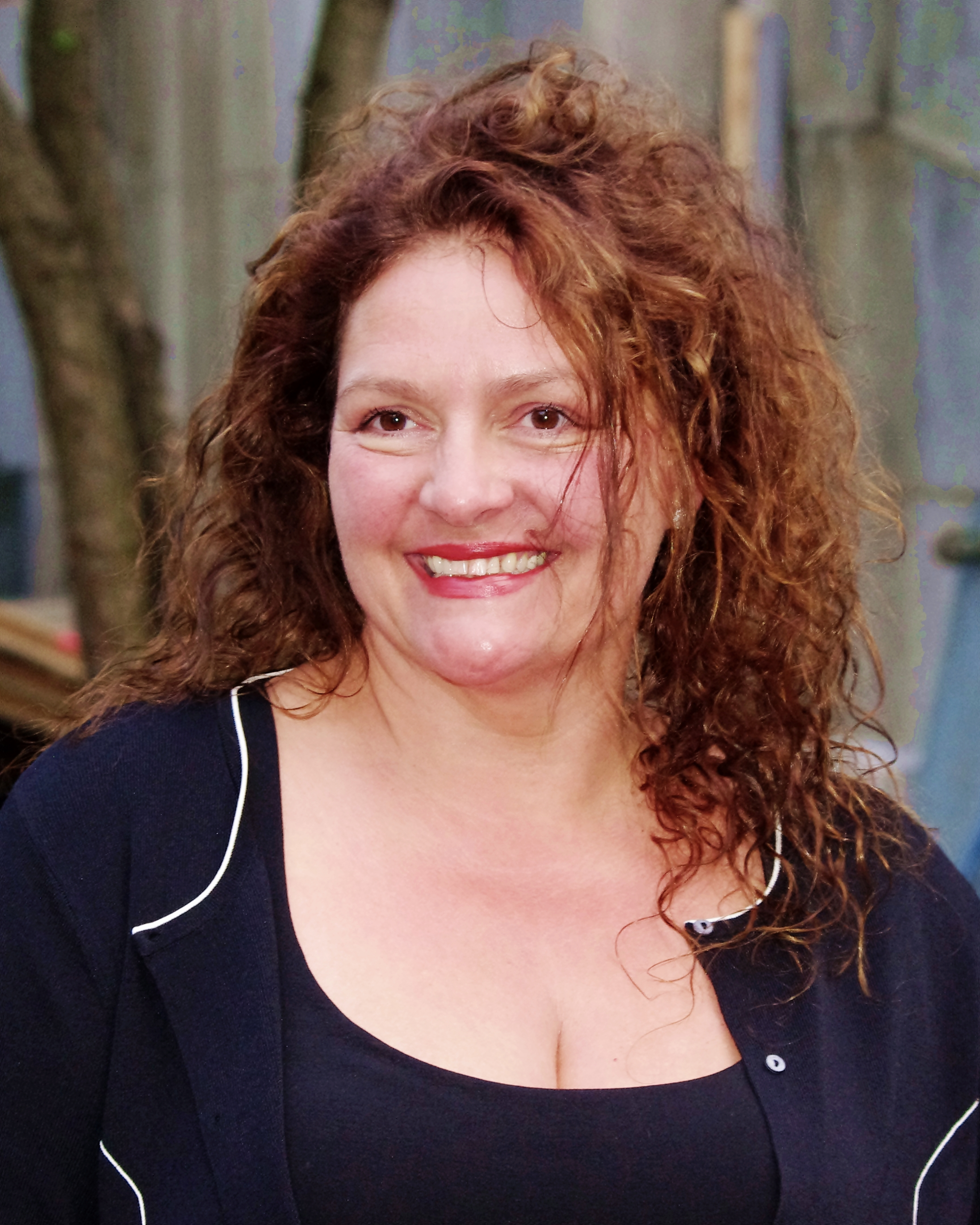
Aida Turturro interpreta Heddie Hawkins
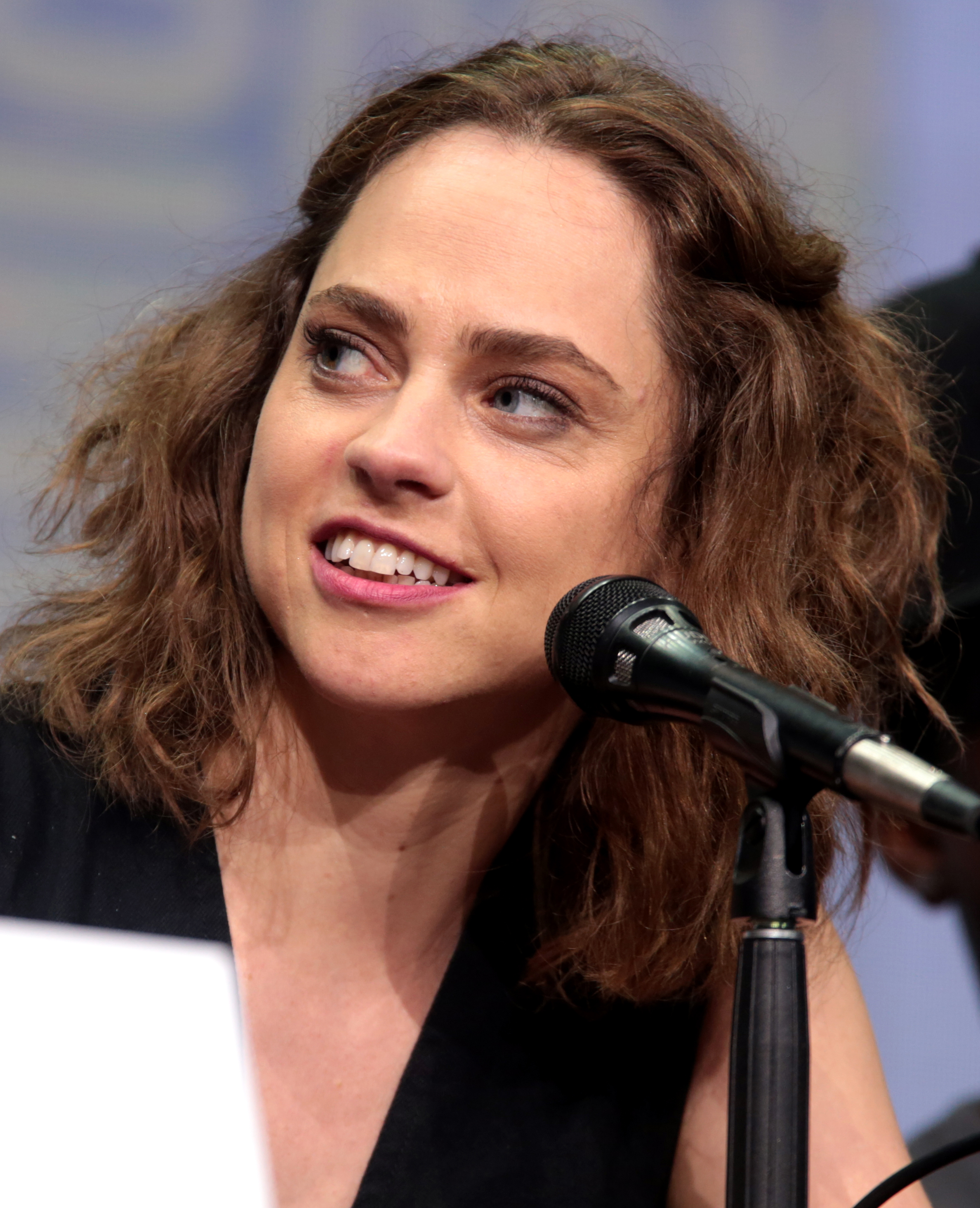
Fiona Dourif interpreta Lillian May Roth

### Introdotti nella sesta stagione
- Bastien Moreau (nº 20), interpretato da Christopher Lambert.
- Anna McMahon (nº 60), interpretata da Jennifer Ferrin, doppiata da Francesca Fiorentini.
- Roberta Wilkins, interpretata da Becky Ann Baker.
- Michael Sima, interpretato da Ken Leung, doppiato da Enrico Pallini.
- Vontae Jones, interpretato da Coy Stewart, doppiato da Alex Polidori.
Un ragazzo conosciuto da Red in carcere che diventa suo collaboratore.
- Mr. Sandquist, interpretato da Ben Horner.
- Frank Bloom / Ilya Koslov, interpretato da Brett Cullen, doppiato da Franco Zucca.
Un amico di vecchia data di Red, in qualche modo collegato a Katarina.
- Tatiana Petrova, interpretata da Laila Robins, doppiata da Alessandra Korompay.
Ritenuta inizialmente la vera Katarina Rostova, si rivelerà in seguito una spia russa, incastrata da Dom e successivamente finanziata da Red per continuare a fingersi Katarina[9].

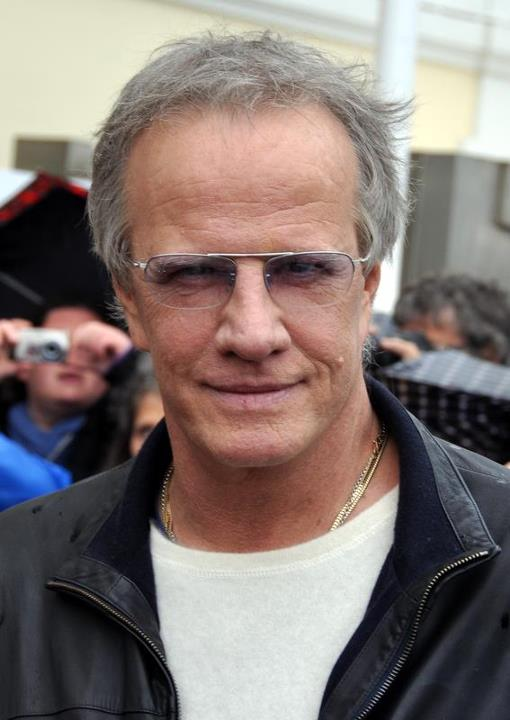
Christopher Lambert interpreta Bastien Moreau
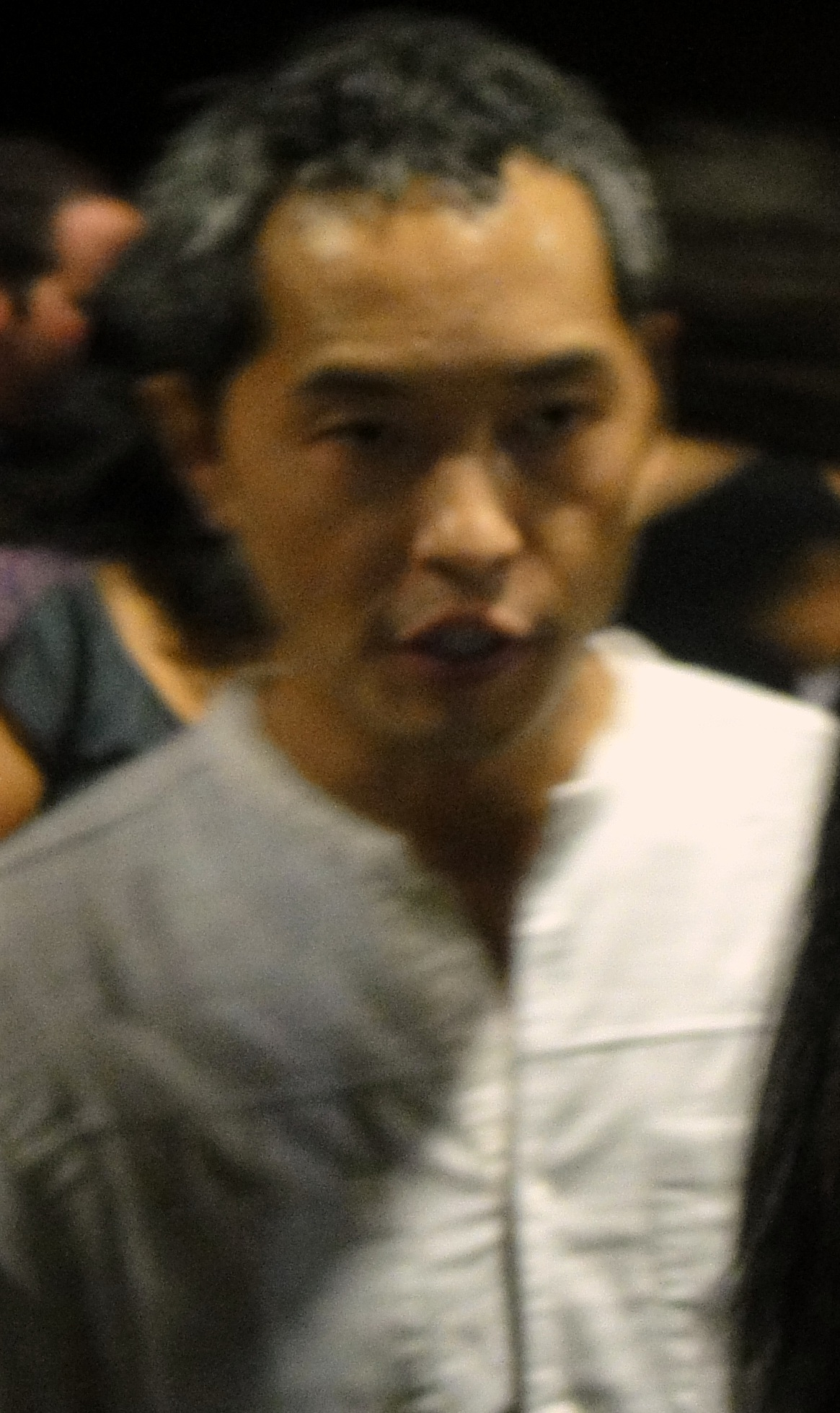
Ken Leung interpreta Michael Sima
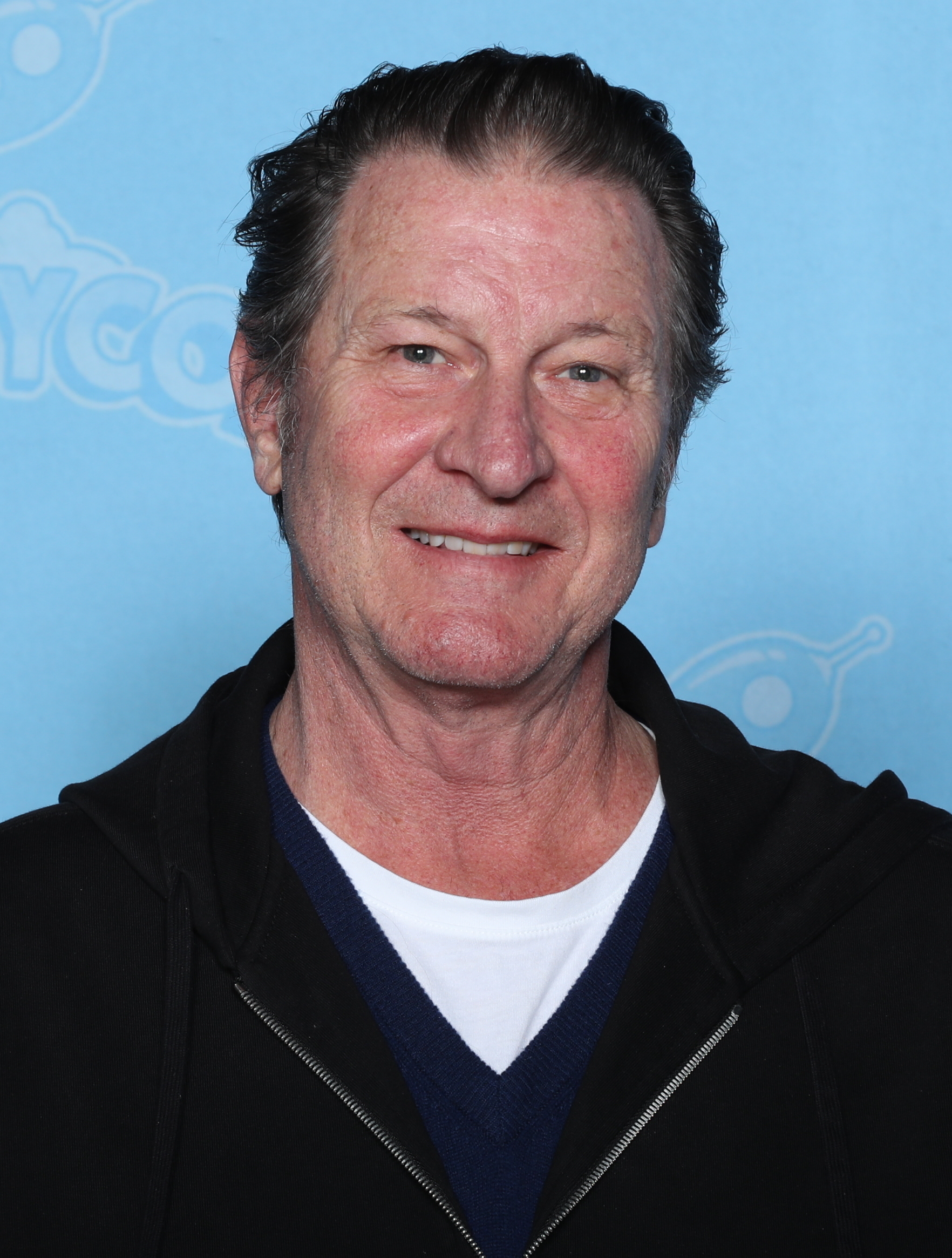
Brett Cullen interpreta Frank Bloom

### Introdotti nella settima stagione
- Francesca "Frankie" Campbell, interpretata da Natalie Paul.
- Elodie Radcliffe, interpretata da Elizabeth Bogush, doppiata da Eleonora De Angelis.
La nuova fidanzata di Aram.

### Introdotti nell'ottava stagione
- Ivan Stepanov (nº 5), interpretato da David E. Harrison.
Referente e amico di Katarina.
- Neville Townsend, interpretato da Reg Rogers, doppiato da Pasquale Anselmo.
Un potente boss criminale che vuole uccidere Reddington, per vendicare la morte della sua famiglia. Verrà ucciso da Red in un'esplosione[9].
- Anne Foster, interpretata da LaChanze, doppiata da Laura Nicolò.
Un'appassionata di bird-watching che fa amicizia con Red al parco, divenendone in seguito la fidanzata. Muore a causa di un colpo in testa, ricevuto durante una colluttazione tra Reddington e Liz[10].

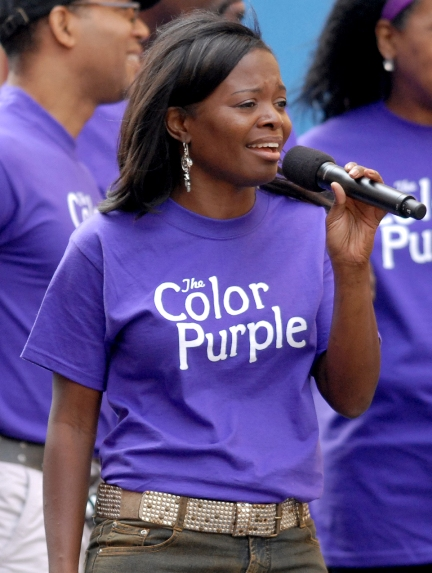
LaChanze interpreta Anne Foster

### Introdotti nella nona stagione
- Weecha Xiu, interpretata da Diany Rodriguez, doppiata da Valentina Stredini.
La nuova guardia del corpo cubana di Red, sorella di Mierce.
- Peter Simpson, interpretato da Colby Lewis.
Il marito di Alina Park.
- Mierce Xiu, interpretata da Karina Arroyave, doppiata da Valentina Floris.
Una sciamana cubana, sorella di Weecha.
- Lew Sloan, interpretato da Danny Mastrogiorgio, doppiato da Davide Marzi.
Un amico di Cooper che lo aiuta a coprire l'omicidio di Doug Koster.

### Introdotti inThe Blacklist: Redemption
- Howard Hargrave, interpretato da Terry O'Quinn, doppiato da Rodolfo Bianchi.
Il padre di Tom Keen.
- Kat Carlson, interpretata da Theodora Miranne.
- Daniel "Trevor", interpretato da Dan Amboyer, doppiato da Fabrizio Dolce.

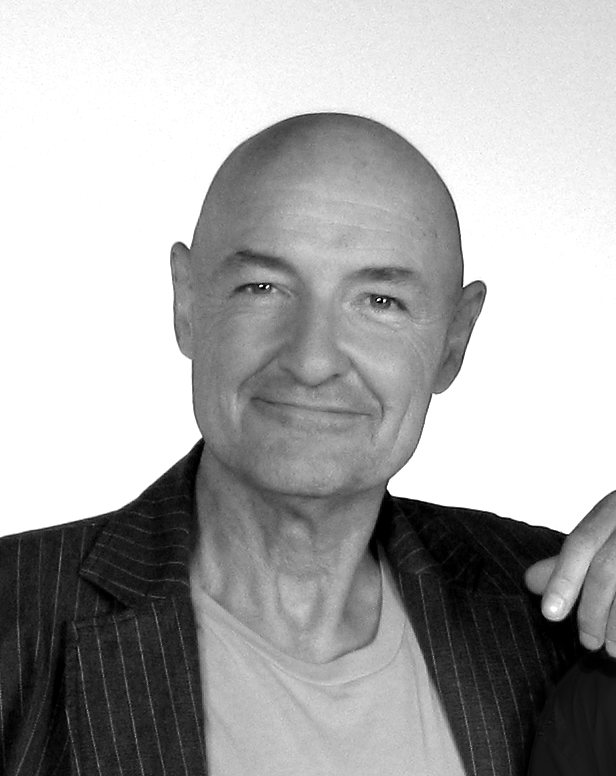
Terry O'Quinn interpreta Howard Hargrave
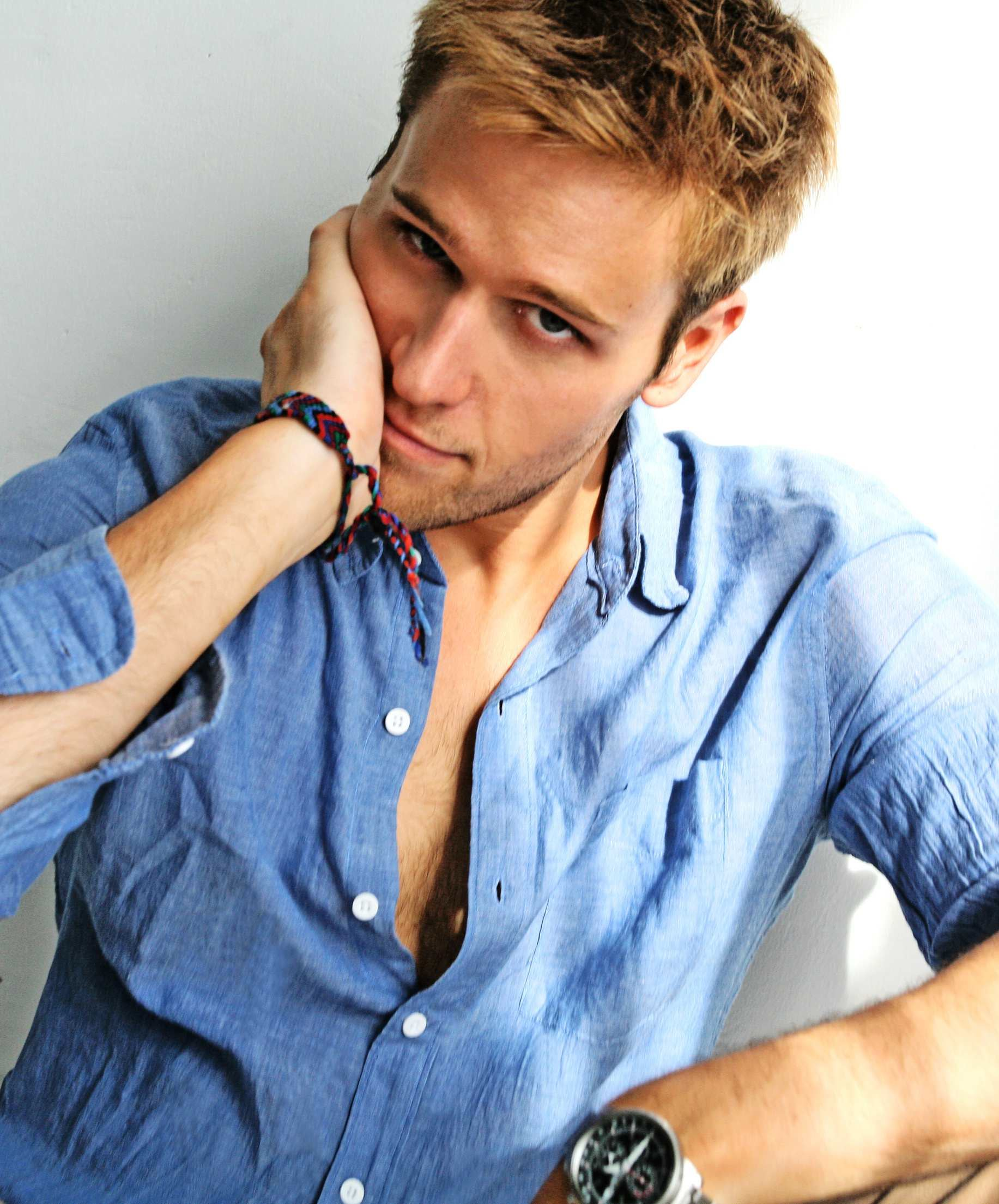
Dan Amboyer interpreta Daniel